# 2025년
2025년은 수요일로 시작하는 평년이다.

## 사건

### 1월
- 1월 1일
  - 대한민국의 최저임금이 시급 9,860원에서 10,030원으로 인상되었다.
  - 대한민국 국군 병장 월급이 205만원으로 인상되었다.
  - 러시아가 우크라이나를 통과하는 가스관에 대한 천연가스 공급을 50년만에 중단했다.
  -  미국 루이지애나주 뉴올리언스 중심가에서 새해 행사 도중 차량돌진 사고가 일어나 10명이 사망하고 30명이 부상당했다.
  - 독일에서 새해 행사로 불꽃놀이를 진행하던 중 5명이 사망하였다.
  - 9급 공무원 시험 국어, 영어 과목의 출제 유형이 바뀌었고, 국회직 공무원 시험 역시 국어, 영어, 한국사 과목이 각각 PSAT, 공인영어시험, 한국사능력검정시험으로 대체되었다.
  - 5급 공개경쟁채용시험과 외교관후보자 선발시험에서 선택과목이 폐지되었다.
  - 울진군, 의성군, 문경시, 진천군, 음성군의 시내버스 요금이 0원으로 조정되었다.
- 1월 2일 - 테라 루나 사태의 주범 권도형이 몬테네그로에서 미국 FBI로 인도되었다.[1]
- 1월 3일
  - 경상남도 거창군 남쪽 14km 지역에서 규모 2.9, 진도 Ⅴ의 지진이 발생하였다.
  - 경기도 성남시 분당구 야탑역 인근 8층짜리 BYC 건물에서 대형화재가 발생했다.
  - 윤석열에 대한 체포영장이 집행되었다. 이후 체포영장을 집행하려는 공수처와 이를 막으려는 대통령경호처 간에 대치가 있었다. 결국 공수처가 체포영장 집행을 중지했다.
  - 바이든 미국 대통령이 일본의 대형 제철회사인 일본제철의 미국 제철회사 US스틸 인수 안건에 대해 국가안보상 우려가 있다며 이를 저지하는 결정을 내렸다고 발표했다. 이에 대해 일본제철은 '법령 위반'이라며 미국 정부를 제소할 것임을 밝혔다.
- 1월 4일
  - 이날 24시에 제주항공 2216편 활주로 이탈 사고 국가애도기간이 종료되었다.
  - 전라남도 신안군 가거도 인근에서 선박 침몰 사고가 일어났다.
- 1월 6일
  - 무기수 김신혜 사건을 일으킨 김신혜가 재심 끝에 결국 무죄를 선고받았다.
  - 인도네시아가 BRICS의 정회원국으로 가입했다.
- 1월 7일
  - 중국 티베트 자치구 지역에서 규모 6.8, 진도 Ⅷ의 지진이 발생했다.
  - 제12보병사단 훈련병 사망 사건의 주범 강유진 대위에게 징역 5년, 부중대장에게 징역 3년이 선고되었다.
  - 미국 캘리포니아에서 대형 산불이 발생했다.
- 1월 9일
  - 박정훈 대령이 해병대 일병 사망 사고 외압 논란 관련하여 무죄를 선고받았다.
  - 국민의힘 김민전 의원이 윤석열 체포 방어에 백골단을 투입하겠다고 발표했다.
- 1월 10일 - 호세이대학 한국인 유학생 둔기 난동 사건이 일어났다.
- 1월 13일
  - 대혜성 C/2024 G3혜성이 -1등급 이상으로 육안 관측이 가능할 정도로 밝아졌다.
  - 일본 미야자키현 미야자키시 남동쪽 22km 해역에서 규모 6.9, 진도 5-의 지진이 발생하였다.
  - 자유로에서 블랙아이스로 인한 44중 추돌사고가 발생했고, 평택파주고속도로에서 43중 추돌사고가 발생했다.
- 1월 15일 - 2024년 대한민국 비상계엄으로 내란우두머리 혐의를 받고있는 윤석열이 체포되었다. 이는 헌정사상 첫 현직 대통령 처음으로 체포되는 사례로 기록되었다.
- 1월 18일 - 윤석열 대통령의 구속심문이 종료되었고, 이에 따라 구치소 앞쪽에 윤석열 대통령 지지자들의 집회로 인해 애오개역 인근이 혼잡해졌다.[2]
- 1월 19일
  - 이스라엘과 팔레스타인 간 휴전 협정이 발효되었는데 2개의 나라는 42일의 1단계 휴전 기간에 돌입하였다.
  - 넥슨의 마비노기에서 게임내 게임머니를 불법 복사하는 버그가 발생하여 점검에 들어갔다.
  - 윤석열 대통령이 구속되었다. 이는 헌정사상 처음으로 현직 대통령의 구속 사례로 기록되었다.
  - 윤석열 지지자들이 구속 소식에 분노하여 서울서부지방법원을 습격하는 폭동사건을 일으켰다.
- 1월 20일
  - 조 바이든 미국 대통령의 임기가 종료되었다.
  - 2024년 미국 대통령 선거에서 승리한 대통령 도널드 트럼프와 부통령 J. D. 밴스의 임기가 시작되었다.
  - 도널드 트럼프 미국 대통령이 세계보건기구(WHO)와 파리기후협정에 탈퇴하는 행정명령에 서명했고, 쿠바를 테러지원국에 재지정했다.
- 1월 21일
  - 대만 자이시 남남동쪽 30KM 부근에서 규모 6.4, 최대진도 6-의 지진이 발생했다.
  - 블랙요원의 명단을 유출한 혐의를 받는 군무원에게 징역 20년이 선고되었다.
- 1월 23일
  - 일본 도치기현 우쓰노미야시 북서쪽 66km 지역에서 규모 5.0의 지진이 발생했다.
  - 일본 후쿠시마현 아이즈 지방에서 규모 5.3, 최대진도 5-의 지진이 발생했다.
  - 이진숙 방송통신위원회 위원장의 탄핵심판이 기각되었다.
  - 국가바이오위원회가 출범하였다.
- 1월 24일 - 서울중앙지방법원이 윤석열 대통령의 구속 기간 연장을 기각하였다.
- 1월 26일 - 검찰이 내란 혐의를 받고 있는 윤석열 대통령을 구속기소 하였다.
- 1월 28일 - 김해국제공항에서 에어부산 391편 화재사고가 일어나며 3명이 부상자가 발생했다.
- 1월 30일
  - 미국 워싱턴 DC 포토맥강 상공에서 아메리칸 이글 5342편과 미국 육군 소속 UH-60 블랙 호크 헬리콥터와 공중 충돌 사고가 일어나 탑승객 67명이 전원 사망했다.
  - 대만 자이시 남동쪽 40.5km 부근에서 규모 5.6, 최대진도 5+의 지진이 발생했다.
- 1월 31일 - 미국 필라델피아에서 소형 제트기가 추락하는 사고가 발생해 탑승객 6명과 지상 인원 1명이 사망했다.

### 2월
- 2월 1일
  - 국립한글박물관에서 화재가 발생했다.
  - 토끼섬 해상 채낚기 어선 좌초 사고가 발생했다.
- 2월 4일 - 쌍방울그룹이 그룹 해체에 들어갔다.
- 2월 7일 - 오전 2시 35분경에 충청북도 충주시에서 규모 3.1의 지진이 발생하였다.
- 2월 10일 - 대전 초등학생 살해 사건이 발생했다.
- 2월 13일
  - 타이중 신광산웨 백화점 폭발 사고가 발생했다.
  - 부안군 왕등도 인근 해상에서 제2022신방주호에 화재가 발생했다.
- 2월 15일 - 서울 무학여자고등학교에서 화재 사고가 일어났다.
- 2월 16일
  - 아역 배우 출신 배우 김새론이 서울 성동구 자택에서 향년 24세의 나이에 숨진 채로 발견되었다.
  - 도시샤대학이 생전 해당 대학에 재학했던 시인이자 독립운동가 윤동주에게 순국 80주기를 맞아 명예박사 학위를 수여했다.
- 2월 17일
  - 엔데버 항공 4819편 착륙 사고가 발생했다.
  - 공덕역에서 기계 오류로 인한 정전이 일어났다.
- 2월 19일
  - 문재인 정부 당시 벌어진 탈북 어민 강제북송 사건 1심에서 정의용 전 국가안보실장과 서훈 전 국가정보원장이 징역형의 선고를 유예받았다.
  - 미국 애리조나주 마라나 지역 공항 상공에서 경비행기 2대가 공중충돌해 2명이 숨지는 사고가 발생했다.
  - 모바일 기반 블록체인 프로젝트 파이코인이 메인넷 오픈 상장을 앞두고 있다.
- 2월 21일 - 도널드 트럼프 미국 대통령은 자동차 및 반도체 등 특정 품목에 대한 관세 부가 계획을 한달 내로 발표하겠다는 입장을 밝혔다.
- 2월 25일
  - 진에어 371편 회항 사고가 발생했다.
  - 세종포천고속도로 공사중인 교량에서 붕괴 사고가 일어나 인부 8명중 3명이 사망하고 부상자 5명이 발생했다.
- 2월 26일
  - 제55대 대한축구협회 회장 선거가 치러졌다. 그런데 결국 정몽규가 4선에 당선되었다.
  - 도널드 트럼프 미국 대통령이 EB-5 비자 대신 골드카드를 운용할 것이라는 계획을 밝혔다.
  - 대명소노그룹이 티웨이항공 지분의 46.26%(2500억원)를 인수했다.
  - 인도네시아 modisi 동쪽 44km 해역서 규모 6.1, 최대진도 5의 지진이 발생했다.
- 2월 28일
  - 미국-우크라이나 정상회담이 열렸으나, 격렬한 설전 끝에 협상이 결렬되었다.
  - 프란치스코 교황이 고립성 호흡 곤란을 겪으며 호흡 보조기를 사용하게 되었다.

### 3월
- 3월 1일 - 무함마드 알바시르 시리아 총리가 과도정부를 이끌고 신정부가 출범하였다.
- 3월 3일 - 아카데미상가 개장하였다.
- 3월 4일 - 중국 양회(两会), 중국 14기 전인대 3차회의와 14기 전국 정협 3차회의가 베이징에서 개막했다.
- 3월 5일 - 전국 고속도로에서 자율주행 화물차 운행이 시작되었다.
- 3월 6일
  - 경기도 포천에서 KF-16 전투기가 Mk.82 항공 폭탄 8발이 비정상 투하되어 사격장 외부지역에 낙탄되는 사고가 일어났다.
  - 울산에서 약한 비로 젖은 커브길에서 사고가 발생해 4명이 사망하고 1명이 다치는 사고가 발생했다.
  - 미국 연방수사국은 2020년대 FBI 가장 수배된 도망자 10인 중 전 캐나다의 스노보드  선수 라이언 웨딩을 현상 수배 명단에 올렸다.
- 3월 7일
  - 어도어가 뉴진스를 상대로 제기한 기획사 지위 보전 및 광고 계약 체결 등 금지 가처분 심문이 열렸다.
  - 윤석열 대통령 변호인단이 서울중앙지방법원에 제출한 윤석열 대통령 구속 취소 의견서가 인용되었다.
  - 인천발 푸꾸옥행 VJC975편이 기체결함으로 제주국제공항에 비상착륙했다.
- 3월 8일 - 윤석열 대통령이 석방되었다.
- 3월 11일
  - 신주쿠구 인터넷 방송인 살해 사건이 발생했다.
  - 필리핀의 제16대 대통령 로드리고 두테르테가 귀국 후 마약과의 전쟁 과정에서 벌어진 대량학살 혐의로 국제형사재판소(ICC)에 의해 체포되어 네덜란드 헤이그에 수감되었다.
- 3월 12일 - 미국 항공 우주국과 한국천문연구원이 공동 개발한 우주망원경 스피어X가 우주로 발사되어 교신에 성공했다.
- 3월 13일
  - 최재해 감사원장과 이창수 서울중앙지검장, 조상원 검사, 최재훈 검사에 대한 탄핵 심판이 기각되었다.
  - 대한항공이 새로운 CI를 공개했다.
- 3월 14일 - 모바일 주민등록증이 도입되었다.
- 3월 16일
  - 전북 군산 교회에 화재가 발생해 6명이 대피했다.
  - 북마케도니아 나이트클럽에서 화재가 발생하여 59명이 사망하는 일이 일어났다.
- 3월 17일
  - 경상북도 울진군 시내버스 요금이 0원으로 조정되었다.
  - 경기도 김포시 풍무동의 한 식품 공장에서 화재가 발생했다.
  - 양주에서 한 무인기가 계류중인 헬기와 충돌하는 사고가 발생했다.
  - 온두라스에서 에어로리네아 란사 18편 추락 사고가 발생했다.
- 3월 18일
  - 최상목 대통령 권한대행이 방통위법 개정안에 9번째 거부권을 행사하였다.
  - 이준석이 원내 정당으로는 처음으로 개혁신당 21대 대선 후보로 확정되었다.
- 3월 20일
  - 국민연금 개혁안이 여야 합의로 타결되었다. 보험료율은 현행 9%에서 13%로, 소득대체율은 현행 40%에서 43%로 인상하기로 했다.
  - 울산의 한 수소탱크가 폭발해 2명이 피해를 입었다.
  - 도널드 트럼프 미국 대통령이 교육부 해체를 요구하는 행정명령에 서명하였다.
  - 한미연합훈련 자유의 방패 연습이 종료되었다.
  -  홍콩 홍콩항공 115편 화재 사건이 발생했다.
  - 이재용 삼성그룹 회장이 이재명 더불어민주당 대표를 영접했다.[3]
- 3월 21일
  - 차고스 제도가 모리셔스에 반환되었다.
  - 경상남도 산청군 시천면 신천리 야산에서 산불이 일어났다.
  - 최상목 기획재정부장관 탄핵소추가 발의되었다.
  - 도널드 트럼프 미국 대통령이 차세대 전투기인 F-47을 공개하였다.
  - 대구 중리동 자동차부품 공장에서 화재가 일어났다.
- 3월 22일
  - 2025년 3월 대한민국 산불: 산불 재난 위기 재난 경보 단계가 심각으로 상향되었다. 동시에 국가 소방동원령이 발령되었다.
- 3월 23일 - ● 서울 지하철 2호선 신도림역에서 열차 탈선 사고가 일어났다.
- 3월 24일
  - 2025년 3월 대한민국 산불: 서산영덕고속도로 점곡휴게소 (영덕방향), 경상북도 안동시 길안면 현하리 야산에도 피해를 입었다.
  - NewJeans가 재판 결과에 따라 활동 중단을 선언했다.
  - 서울특별시 강동구 대명초교 입구 교차로에서 싱크홀 사고가 발생해 오토바이 운전자 1명이 사망했다.
  - 한덕수 국무총리 탄핵심판이 기각되었다.
- 3월 25일
  - 일본 세계평화통일가정연합 종교법인 해산 재판의 1심 선고가 내려졌다. 도쿄지방재판소는 종교법인 해산을 명령했으며 통일교 측은 즉각 항소할 방침이라고 밝혔다.
  - 2025년 3월 대한민국 산불: 의성-안동 산불으로 인해 주민 대피령이 내려졌고 고운사 건물이 전소되었다.
  - 안성, 대전, 충남에서 강풍에 타워크레인이 떨어지고 지붕 패널이 떨어져 전선을 건들여 화재가 나는 등 강풍으로 인한 사건사고가 많았다.
- 3월 26일
  - 이재명의 공직선거법 위반 혐의 형사 재판의 항소심에서 무죄를 선고받았다.
  - 2025년 3월 대한민국 산불: 한덕수 대통령 권한대행은 영남권 산불에 대해 진압을 지시했다.
  - 산불을 진화하던 소방헬기가 추락해 조종사 1명이 사망한 것으로 알려졌다.
  - ChatGPT 중 GPT-4o의 이미지 생성 기능을 활용하여 사용자가 업로드한 이미지 파일을 스튜디오 지브리의 화풍으로 바꾸는 유행이 일으켰다.
- 3월 27일 - 이재명 더불어민주당 당대표가 영양을 방문해 피해를 입은 시민들을 위로했고, 피해 복구를 지시했다.
- 3월 28일 - 2025년 사가잉 지진: 미얀마 만달레이 서북서쪽 17km 지역에서 규모 7.7, 최대진도 IX 지진이 일어났다.
- 3월 31일
  - ● 수도권 전철 경의·중앙선 가좌역이 침수되어 열차 운행이 중단되었다.
  - 광주광역시의 한 어린이집에서 화재가 발생하여 5명이 연기를 흡입하여 병원으로 긴급 이송되었다.
  - 주요 의과대학에 의대생이 복귀하였다.
  - 김수현-김새론 열애설 및 미성년자 교제 의혹이 있는 김수현이 기자회견을 열였다.

### 4월
- 4월 2일
  - 2025년 대한민국 재보궐선거가 치러졌다.
  - 2025년 주가 대폭락 사건이 일어났다.
- 4월 3일
  - NewJeans의 전속 계약 유효 확인 소송 변론 기일이 열렸다.
  - 도널드 트럼프 행정부발 상호관세가 미국의 주요 교역상대국들에 부과되었다.
  - 미국 관세국경보호청(CBP)이 태평염전에 대해 강제노동을 이유로 천일염 제품을 압류하고 수입을 원천 차단하는 인도보류명령(WRO)[4]을 발령했다.
  - ● 수도권 전철 3호선 안국역이 도시철도법 제36조에 의거 임시 휴업(전면 폐쇄)을 결정되었다.
- 4월 4일
  - 윤석열이 대통령 탄핵심판에서 만장일치로 인용되어 취임 1,061일 만에 대통령직에서 파면되었다.
  - 전국 경찰에 최고비상대기인 갑호비상이 발령되었고 헌법재판소 주변 150m 이내는 접근이 통제되었다. 지하철 안국역은 무정차 통과되었다. 인근 15개 학교들은 임시 휴교했다.
  - KBS, MBC, SBS 등 지상파 방송국들은 모든 정규 프로그램을 중단하고 종일 뉴스를 편성했다.
- 4월 5일
  - 파푸아뉴기니 킴베 동남동쪽 194km해역서 규모 6.9, 최대진도 VI의 지진이 발생했다.
  - 중국이 희토류 수출을 통제하기 시작했다.
  - 미국이 기본관세 10%를 발효했다.
- 4월 8일
  - 2024-25 V-리그 챔피언 결정전에서 흥국생명 배구단이 우승을 차지하면서 김연경이 은퇴하게 되었다.
  - 한덕수 대통령 권한 대행 겸 국무총리가 마은혁 헌법재판소 재판관 후보자를 헌법재판소 재판관으로 임명했다.
  - 한덕수 대통령 권한대행이 4월 18일 임기가 만료되는 문형배, 이미선 헌법재판소 재판관의 후임으로 이완규, 함상훈을 지명하였다.
  - 원/달러 환율이 33.7원 급등하며 코로나-19 사태 이후 최대폭을 경신하였다.
  - 공정거래위원회가 에이스침대에 대하여 ‘유해성 항균제 포장 거짓광고’로 시정 명령과 제재를 부과하였다.
  - 중앙선거관리위원회에서 제21대 대통령 선거와 관련하여 긴급대책회의를 개최하였다.
  - 도미니카 공화국에서 제트세트 나이트클럽 붕괴 사고가 발생했다.
- 4월 9일
  - 한덕수 대통령 권한대행의 대통령 몫 헌법재판소 재판관 지명이 위헌으로 확인되었고 헌법소원이 접수되었다.
  - 미국에서 공개한 상호관세 행정명령이 발효되었다. 중국에 대하여는 보복조치에 대한 재보복으로 앞선 4월 3일 발표보다 더 높은 상호관세율을 적용하여 104%의 추가관세를 발효한다고 밝혔다.
- 4월 10일
  - 전주역에서 멀지 않은 지점에서 오전 4시 30분 경 한 화물열차가 탈선하는 사고가 발생했다. 그 여파로 복구가 완료된 7시까지 전주-익산을 오가는 버스가 대체 운행되었다.
  - ● 서울 지하철 7호선 숭실대입구역에서 화재 발생이 의심되는 연기가 발생하여 열차가 무정차 통과하였다.
  - 대한민국과 시리아가 외교 관계를 수립했다. 이로써 대한민국은 북한을 제외한 모든 유엔 정회원국과 수교를 하게 되었다.
- 4월 11일
  - 신안산선 환기구가 붕괴 사고가 일어나 위험이 있는 것으로 드러나면서 접근이 통제되었다.
  - ● 수도권 전철 경의·중앙선 경의선 월롱역~금촌역 구간에서 탈선사고가 발생했다.
  - 미국 뉴욕의 허드슨강에 헬기가 추락하며 6명이 사망했다.
  - 제주 4.3 사건 기록물과 산림녹화 기록물이 세계기록유산에 등재되었다.
  - 고성 DMZ에 산불이 발생하여 북측에 안내방송 송출 후 소방헬기를 투입하여 산불을 진화했다.
- 4월 12일
  - 대한민국 전국 동시다발 산불이 끝나가는 가운데 김천에서 산불이 일어났다.
  - ● 수도권 전철 4호선 동대문역 지하 상가에서 화재가 발생해 4호선 양방향 열차가 30분가량 무정차 통과했다.
- 4월 15일 - 미국 에너지부가 민감국가 및 기타국가 명단에 대한민국을 포함시켰다.
- 4월 16일
  - 아프가니스탄 북동부에서 규모 5.6의 지진이 발생했다.
  - 걸그룹 NewJeans의 이의신청이 기각되어 독자활동 금지 결정이 유지되었다.
- 4월 18일
  - 문형배, 이미선 헌법재판관이 퇴임하였다.
  - 일본 나가노현에서 규모 5.0의 지진이 발생했다.
- 4월 19일
  - 한덕수 대통령 권한대행이 헌법재판소장 임명이 없는 한 이날부터 김형두 헌법재판관이 헌법재판소장 권한대행을 맡게 되었다.
  - 아프가니스탄 힌두쿠시산맥에서 규모 5.9의 지진이 발생했다.
- 4월 21일
  - 칠레에서 건설 중인 중국 소유 수력발전소가 무장괴한의 공격을 받았다.
  - 서울특별시 관악구에서 봉천동 아파트 화재 사고가 발생했다.
  - 윤석열 前 대통령이 내란우두머리 혐의 재판의 2차 공판 진행 및 첫 법정 내부가 공개되었다.
  - 전라남도 영광군의 한돈시대 건물에서 화재가 발생했다.
- 4월 22일
  - SK텔레콤의 내부 시스템에 해커가 침입한 흔적이 발견된 것으로 확인됐다.
  - 대한민국 중앙선거관리위원회 서버가 3시간 동안 사이버 공격을 받은 사실이 알려졌다.
  - 전라남도 화학산 부근에서 127m 풍력발전기가 휘어지는 사고가 발생했다.
  - 경기도 남양주시 화도읍의 어느 아파트에서 옹벽이 붕괴해, 차량 6대가 빠지는 사고가 발생했다.
  - 서울특별시 강북구에서 미아역 인근 마트 흉기난동 사건이 발생하였다.
  - 인도 카슈미르 지역에서 대규모 총기 난사 테러 사건이 발생하여 26명이 사망하고 17명이 부상을 입는 사건이 일어났다.
  - 미국 올랜도 공항에서 이륙을 앞두고 있던 델타 항공기에 화재가 발생해 승객들이 긴급 대피하는 사건이 발생하였다.
  - 최상목 경제부총리가 도널드 트럼프 미국 대통령을 만났다.[5]
- 4월 23일 - 체육시설 휴업·폐업 시 사전 통지가 의무화되었다.
- 4월 24일
  - 2025년 파할감 테러: 인도는 카슈미르에서 총격테러로 관광객 26명이 사망한 사건에 관련하여 테러 배후로 파키스탄을 지목하였다.
  - 울산광역시 울주군 온산읍 원산리 온산공단에서 지하에 매설된 대형 지름 42인치 송유관이 터지는 사고가 발생했다. 우수관로 타고 인근 해상까지 원유가 유출되었다.
  - 검찰이 문재인 전 대통령을 뇌물수수 혐의로 불구속 기소했다.
- 4월 25일
  - 2025년 파할감 테러: 인도와 파키스탄이 실질통제선에서 소규모 교전을 벌였다.
  - 코엑스 내부 식당에서 화재가 발생했다.
  - 충청남도 천안시 동남구 풍세면의 한 화장품 원료 공장에서 화재가 발생했다.
- 4월 26일
  - 경상남도 김해시 상동면 부근에서 산불이 발생했다.
  - 강원특별자치도 인제군 부근에서 산불이 발생했다.
  - 이란 샤히드 라자이 항구 폭발 사고: 이란 남부 항구에서 큰 폭발이 일어나 4명의 사망자, 561명의 부상자가 발생했다.
  - 2025년 밴쿠버 차량 돌진 공격: 캐나다 브리티시컬럼비아주 밴쿠버에서 필리핀 문화 행사인 라푸라푸 데이 축제에서 차량 돌진 공격이 발생하였다. 공격으로 인해 11명이 사망하고 최소 32여 명이 부상당하였다.
- 4월 27일
  - 2025년 카슈미르 테러: 파키스탄의 공격으로 인도군 일부 기지가 파괴되었다.
  - 제21대 대통령 선거 더불어민주당 경선에서 이재명 후보가 누적득표율 합산 89.77%을 기록하며 대선후보로 최종 선출되었다.
- 4월 28일
  - 2025년 캐나다 연방 선거가 시작되었다.
  - 2025년 대구 북구 산불: 대구광역시 북구 무태조야동, 노곡동에서 산불 발생하여 대피단계가 4단계로 올라갔다.
  - 2025년 유럽 정전: 스페인, 포르투갈 에서 원인을 알 수 없는 대규모 정전이 발생했다.
- 4월 29일 - 중화인민공화국 랴오닝성 랴오양시에서 대규모 식당 화재로 22명이 사망하고 3명이 부상당한 사고가 발생했다.
- 4월 30일
  - 서울특별시 강동구 길동사거리에서 1.5M 깊이의 싱크홀이 발생했다.
  - 2025년 인도-파키스탄 대치: 카슈미르에서 테러가 발생한 이후 인도와 파키스탄이 연일 교전을 벌이며 일촉즉발 상황으로 치닫자 국제사회가 중재에 들어갔다.

### 5월
- 5월 1일
  - 강북삼성병원을 삼성강북병원으로 병원명을 변경했다.
  - 경상남도 산청군 농어촌버스 요금이 0원으로 조정되었다.
  - 2025년 영국 지방선거가 시작되었다.
  - 이재명 더불어민주당 대표의 공직선거법 위반 혐의 형사 재판의 상고심이 선고되었다.
  - 16시, 한덕수 대통령 권한대행이 사퇴했다.
    - 최상목 부총리가 새 권한대행으로 예상됐지만, 같은 날 탄핵소추안이 국회 법사위를 통과되었고 본회의 투표 전 최상목이 밤 10시 28분 사의를 표명하여 수리되었다.
    - 이에 따라 이주호 부총리 겸 교육부장관이 대통령 권한대행직을 맡아 이주호 권한대행 체제가 출범하게 되었다. 대통령직 승계 서열 3위가 권한대행을 맡은 것은 헌정사상 처음이다.
- 5월 2일
  - 한덕수가 제21대 대통령 선거 출마를 선언했다.
  - 롯데월드 인근 롯데마트에서 화재가 발생했다.
- 5월 3일 - 김문수가 국민의힘 대선후보로 선출되었다.
- 5월 5일
  - 전라남도 완도군의 한 리조트에서 일산화탄소 누출 사고가 일어났는데 이 사고로 어린이, 투숙객 등 14명이 병원으로 옮겨졌다.
  - 정의당을 민주노동당으로 당명을 변경했다.
  - 백종원이 그동안의 논란에 대해 사과하고 현재 촬영중인 것을 제외한 나머지 방송 활동을 중단하겠다고 발표했다.
  - 충청남도 태안군 북서쪽 52km 해역에서 규모 3.7의 지진이 발생했다.
- 5월 7일
  - 2025년 콘클라베가 시작되었다.
  - 더불어민주당 주도로 ‘대통령 당선자 재판 정지 법안’이 법사위를 통과되었다.
  - 제267대 교황[6]이 선출되었다.
- 5월 10일
  - 경기도 연천군 북북동쪽 5km 지역에서 규모 3.3의 지진이 발생했다.
  - 국민의힘에서 김문수 후보 교체 시도 사건이 발생했다. 그러나 후보 재선거의 당원 투표에서 다수의 반대표가 나와 부결되면서 후보 교체는 무위로 끝났다.
- 5월 12일 - 필리핀에서 총선이 시작되었다.
- 5월 13일
  - 강릉 티볼리 에어 급발진 의심 사고 1심에서 페달 오조작으로 판결되었다.
  - 주호민의 아들을 학대한 혐의를 받는 특수교사가 항소심에서 무죄를 선고받았다.
  - 이천의 한 물류창고에서 큰 화재가 발생했다.
  - 강남역 인근 15층 빌딩 옥상에서 투신 소동이 발생했다.
  - 제887어진호 침몰 사고가 발생했다.
- 5월 14일 - 손흥민이 한 여성으로부터 임신을 빌미로 금품을 요구받았다며 고소해 경찰이 사실관계를 파악하고 있었다.[7]
- 5월 15일 - 세종대왕 탄신일이 국가기념일로 지정되었다.
- 5월 16일 - 대통령 선거를 앞두고 국가 사이버위기 경보가 '관심'에서 '주의'로 상향되었다.
- 5월 17일
  - 광주광역시 광산구 금호타이어 광주공장이 화재로 일부 붕괴되었다.
  - 윤석열 전 대통령이 국민의힘에서 탈당했다.
  -  미국 국가신용등급이 ‘Aaa’→‘Aa1’ 하향 조정되었다.
  -  미국 루이지애나주 뉴올리언스의 한 교도소에서 수감자 10명이 변기 뒤 구멍을 통해 집단 탈옥했다.  3명은 체포됐으나 살인 혐의 수감자를 포함한 7명은 도주했다.
- 5월 18일
  - 제45주년 5.18 민주화운동 기념식이 거행되었다.
  - 레오 14세 교황이 즉위미사를 하며 교황으로서 공식적 직무를 시작했다.
  - 구주와 자유통일당 제21대 대통령 선거 후보가 대통령 후보직을 사퇴했다.
  - 경제분야 21대 대선 후보자 토론회가 진행되었다.
  -  멕시코 해군훈련함이 뉴욕 다리와 충돌해서 2명이 사망했는데 19여명이 부상을 입었다.
- 5월 19일
  - 시흥 흉기 사건: 경기도 시흥시 정왕동에서 4건의 흉기 피습 사건(2명 사망, 2명 부상)이 발생했다.
  - 서울특별시 강북구 미아동에서 마트 흉기난동으로 1명이 사망하고 출동한 경찰에 의하여 피의자 김성진(32세)이 구속되었다.
  - 음주 뺑소니를 일으킨 김호중이 징역 2년 6개월 확정되었다.[8]
- 5월 20일
  - 시흥 흉기 사건: 피의자 차철남은 경찰 조사에서 채무 3000만원을 갚지 않는다는 이유로 살해했다고 진술했다.
  - 일본 오사카 44층 아파트에서 앞에 사람이 추락했다는 신고를 받고 출동한 구급대원들은 현장에서 남성 2명이 쓰러져있는 것을 발견해 병원으로 긴급 이송했으나 모두 숨지는 사고가 발생했다.
  - 2024년 12월 3일날 비상계엄 당일 계엄군이 선거연수원에서 중국인 간첩 99명을 체포했다고 보도한 인터넷 매체 기자가 구속되었다.
  - 중국과 싱가포르, 태국에서 코로나19가 재확산 되기 시작했는데 홍콩에서는 30명이 사망했다.
  - 사망률 75% 니파 바이러스가 1급 감염병으로 지정하는 안건이 질병관리청 감염병 관리위원회 전원 찬성으로 심의를 통과했다.[9]
  - SK텔레콤의 사건에 대해 서울남대문경찰서에서 조사가 들어갔다.
  - 서울영등포경찰서는 더불어민주당 중앙당사 인근 노상에서 흉기를 소지한 남성을 체포했다.
  - 미국 텍사스 주 댈러스에서 큰 우박이 내려 피해를 입었다.[10]
- 5월 21일
  - 주미 이스라엘 대사관 직원 피살 사건이 벌어졌다.
  - 미국의 데일리 시사 프로그램인 인사이드 에디션에서 30년간 앵커로 활동해 온 데보라 노빌이 앵커직에서 마지막으로 물러났다.
- 5월 23일
  - 미국이 주한미군 4천 5백명을 철수해 괌과 인도태평양 등으로 이전하는 방안을 비공식으로 검토 중이라고 월스트리트저널에서 보도했다.
  - 사회분야 21대 대선 후보자 토론회가 진행되었다.
- 5월 24일 - 트위터의 데이터센터 화재로 서버가 접속 불가하였다.
- 5월 25일 - 중국에서 중국어 위키백과 본사 운영진들이 국가보안법 위반으로 체포되었고 그 중 2명은 시체로 발견되었다.
- 5월 26일
  - 홍범도 흉상 이전 계획이 1년 9개월 만에 최종적으로 철회되었다.
  - 동남아시아국가연합(ASEAN)은 정상회의에서 동티모르의 가입 프로세스를 신속히 진행할 것을 확인했다.
  - 리버풀 FC 우승 퍼레이드 차량돌진 사고가 발생하여 27명의 부상자가 발생했다.
  - 북한 해커와 불법 접촉하여 불법 도박사이트를 만든 뒤 국내에 유통한 도박사이트 분양조직 총책이 구속 상태로 재판에 넘겨졌다. 총 235억원을 벌어 70억원은 북한 정권에 준 혐의로 추정된다.[11]
- 5월 29일 ~ 5월 30일 - 대한민국 제21대 대통령 선거 사전 투표가 실시되었다. 그 과정에서 대한민국 중앙선거관리위원회가 사전투표 관리부실, 책임을 통감한다고 밝혔다.

### 6월
- 6월 1일
  - 서울특별시 노원구 수락산에서 화재가 발생했다.
  - 폴란드 대통령 선거에서 카롤 나브로츠키가 당선되었다.
- 6월 3일
  - 대한민국 제21대 대통령 선거가 실시되었다.
  - 네덜란드 연립정부가 이민정책에 대한 이견에 출범한지 11개월만에 붕괴되었다.
  - 파키스탄 카라치 지역의 한 교도소에서 한밤중 지진이 발생하자 수감자 216명이 탈옥한 사건이 일어났다. 탈출 과정에서 한 명의 죄수가 사망하고 두 명의 교도관이 부상자가 발생했는데 수색 작업이 진행 중이며 수감자 80명이 다시 체포되었다.
  - 인도네시아 중앙파푸아주 한 교도소에서 무장 단체인 웨스트 파푸아 민족해방군 소속 11명을 포함한 19명의 수감자가 탈옥하는 사건이 발생했다. 그 과정에서 교도관 3명이 부상당했다.
- 6월 4일
  - 이재명이 대한민국 제21대 대통령으로 취임함으로써 이재명 정부가 출범하였다.
  - 마트산업노동조합 홈플러스지부가 4일 이재명 대통령에게 공개편지를 보내 정부가 기업회생절차를 밟고 있는 홈플러스의 대규모 폐점을 막아줄 것을 호소했다.
- 6월 7일
  - 북한에서 인터넷 대규모 접속장애 사태가 발생했다.
  - 신림선 샛강역에서 전동 휠체어를 탄 60대 남성이 선로로 추락해 부상을 입었고 운행이 1시간가량 전면 중단되었는데 재개되었다.
- 6월 8일 - 콜롬비아 비야비센시오 인근에서 규모 6.3의 지진이 발생했다.
- 6월 9일
  - 2025년 6월 로스앤젤레스 시위: 미국 로스앤젤레스에서 불법 이민자 체포·추방에 반발해 일어난 대규모 시위가 일어났다.
  - YES24서버가 랜섬웨어 공격을 당하여 서비스가 중지된 사건이 발생했다.
- 6월 10일
  - 조계사 옆 한국불교역사문화기념관 건물 2층에서 화재가 발생했으나, 다행히 국보 9점 등 유물 33점은 피해를 보지 않았다.
  - 공정거래위원회가 티빙과 웨이브의 기업결합(합병)에 대해 조건부 승인 결정을 내렸다.
- 6월 12일
  - 에어 인디아 171편 추락 사고: 인도 아마다바드에서242명이 탄 여객기가 추락했다.
  - 제트블루 312편 활주로 이탈 사고가 발생했다.
  - 볼리비아에서 8월 대통령 선거를 앞두고 시위 과정에서 유혈 충돌로 5명이 사망했다.
- 6월 13일
  - 경기도 광명시 인근 군부대에서 탄약고 외곽 철조망이 끊긴 것을 발견되어 경찰이 수사에 들어갔다.
  - 이스라엘군이 이란 내의 핵시설과 핵과학자, 수뇌부를 목표로 공습을 감행하였다.
  - 오광수 민정수석이 임명 5일만에 사의를 표했고 이재명 대통령이 이를 수용했다.
  - 서울 강남구 대치동 은마아파트의 배수로 공사 중 노동자 2명이 매몰되어 1명이 사망하고, 1명이 부상당하는 사건이 발생했다.
  - 더불어민주당의 새 원내대표로 3선의 김병기의원이 선출되었다.
  - 이재명 대통령이 내란 특검에 조은석, 김건희 특검으로 민중기, 채 상병 특검으로 이명현을 지명함으로써 본격적으로 3대 특검이 출범했다.
- 6월 14일
  - 조은석 내란 특검이 서울고검에 사무실을 요청했다.
  - 미국의 미네소타주 의원 총격 사건이 발생됐다.
- 6월 15일 - 제51회 G7 정상회의가  캐나다에서 열렸다.
- 6월 16일
  - 이재명 대통령이 공군 1호기를 탑승하고 G7 정상회의이 개최되는 캐나다로 출국했다.
  - 지귀연 재판부는 김용현의 보석 신청을 허가했다.
  - 국민의힘의 새 원내대표로 3선의 송언석 의원이 선출되었다.
- 6월 17일 - 북한이 러시아에 공병 병력 6,000여명을 파견하기로 결정했다.
- 6월 18일 - 2025 태국 정치 위기: 패통탄 친나왓 태국 총리가 이끄는 프아타이당 주도의 연립 정부와 관련된 일련의 사건이 일어났다.
- 6월 19일 - 제1차 니케아 공의회 1700주년을 기념하기 위해 니케아(현 튀르키예 이즈니크)의 동방 정교회와 가톨릭의 공의회가 열렸다.
- 6월 21일
  - 간호법이 시행되었다.
  - 부산 고교생 3명 사망사건이 발생했다.
  - 포항국제불빛축제가 폭우로 인하여 취소되었다.
- 6월 22일
  - 미군이 이란의 포르도 등 3곳의 핵시설을 직접 타격하며 2025년 이란-이스라엘 분쟁에 직접 개입하기 시작했다.
  - 한일기본조약 체결 60주년.
- 6월 24일 - 숙명여대는 김건희에 대한 석사 학위를 취소했다.
- 6월 27일
  - 이재명 대통령이 헌법재판소장으로 김상환 전 대법관, 신임 헌법재판관으로 오영준 전 서울고법부장판사를 지명했다.
  - 교대역에서 배관 파손으로 인한 가스 누출 사고가 발생했다.
- 6월 28일
  - 수도권 전철 요금이 1400원에서 1550원으로 인상되었다.
  - 오전 9시 50분 윤석열이 지하주차장이 아닌 서울고검 현관을 통해 처음으로 내란특검 대면조사에 출석했다.
- 6월 29일 - 이재명 정부가 2번째 민정수석으로 봉욱 전 대검찰청 차장을 임명했다.

### 7월
- 7월 1일
  - 스트레스 DSR 규제가 3단계로 시행되었다.
  - 문화비 소득공제 대상이 확대되었다.
  - 경상북도 영양군 농어촌버스에 교통카드 제도를 실시하였다. 이로써 대한민국에서 교통카드 음영 지역이 사라졌다.
  - 심우정 검찰총장이 사임했다.
  - 강원특별자치도 정선군과 충청북도 보은군 농어촌버스 요금이 0원으로 조정되었다.[12]
  - 베트남 행정구역 전체가 개편되었다.
  - 태국에서 패통탄 친나왓 태국 총리의 해임을 요구하는 소송이 제기될 때까지 직무가 정지되었다.
- 7월 3일
  - 김민석 국무총리 인준안이 국회 본회의에서 통과되었다.
  - 2025년 제3호 태풍 문이 발생했다.
  - 회사의 주주 충실 의무 내용을 담은 상법개정안이 국회 본회의를 통과했다.
  - 계엄시 군과 경찰이 국회 출입을 금지하는 법안이 국회 본회의를 통과했다.
  - 포르투갈의 축구 선수 디오구 조타가 교통사고로 사망했다.
  - 서울특별시 도봉구 택시 돌진 사고가 발생했다.
- 7월 4일
  - ● 서울 지하철 2호선 서울대입구역에서 신호장애가 발생하였다.
  - 미국 텍사스 중부 홍수가 발생하였다.
- 7월 6일
  - 내란특검이 윤석열을 특수공무집행방해, 허위공문서 작성 등 혐의로 구속영장을 청구했다고 밝혔다.
  - 일론 머스크가 아메리카당 창당을 발표했다.
- 7월 9일 - 갤럭시 Z 폴드7, 갤럭시 Z 플립7이 공개되었다.
- 7월 14일
  - 조선대학교병원 신관 7층 수술실에서 화재가 발생했다.
  - 강원대학교 건물 44개동에서 대규모 정전이 발생했다.
  - 2025년 런던 사우스엔드공항 항공기 추락 사고가 일어났다.
  - 키움 히어로즈의 홍원기와 고형욱이 성적 부진 끝에 경질되었다.
- 7월 17일
  - 이재용의 부당합병·회계부정 혐의에 대해 대법원에서 무죄가 확정되었다.[13]
  - 이재명 대통령이 제헌절의 공휴일 재지정 검토를 지시했다.[14]
  - 광명 아파트 주차장 화재 사고가 발생했다.
- 7월 19일 - 2025년 산청 북부 산사태가 발생했다.
- 7월 20일
  - 제27회 일본 참의원 의원 통상선거가 치러졌다.
  - 부산신항 해상 다이버 사망 사고가 발생했다.
  - 경기도 가평군 서부에서 산사태가 발생했다.
  - 인천 송도의 한 아파트에서 총기를 난사한 사건이 발생했다.
- 7월 21일 - 민생회복 소비쿠폰 지급이 시작되었다.
- 7월 22일
  - 단통법이 폐지되었다.
  - 애플페이 교통카드가 실행되었다.
- 7월 24일
  - 태국-캄보디아 국경에서 캄보디아군의 BM-21 로켓 수 발의 발포로 사망자 최소 2명, 부상자 최소 11명의 사망자가 발생하는 사건이 일어났다.
  - 안가라 항공 2311편 추락 사고가 일어나 49명이 사망했다.
  - 미국의 버튜버 기업인 VShojo가 전 멤버의 폭로로 인해 폐업했다.
  - 대구소방교육훈련센터가 건립되었다.
- 7월 25일
  - 길음역 바둑기원 칼부림 사건이 발생했다.
  - 더불어민주당 뉴스제휴위원회가 네이버 뉴스가 정책위원회 위원 11명이 지정되었다.[15]
- 7월 28일
  - 김건희 특검이 '명태균 공천개입 의혹' 사건과 관련해 이준석 개혁신당 대표를 피의자로 입건하고 강제수사에 나섰다.
  - 내란 특검이 이상민 전 행정안전부 장관에 대해 구속영장을 청구했다.
  - 진천 단독주택 화재 사고가 발생했다.
  - 중국에서 위키백과가 영구차단되었다.
- 7월 30일
  - 2025년 캄차카반도 지진: 러시아 캄차카반도 동부 해안에서 규모 8.8의 지진이 발생했다.
  - 기관총 실탄을 가지고 서울중앙지검을 들어가려던 20대가 검거되는 사건이 발생했다.
- 7월 31일
  - 대한민국과 미국 간의 무역 협상이 타결되었으며, 대한민국이 미국에 3500억 달러를 투자하는 등의 조건으로 상호 관세율이 기존 25%에서 15%로 인하되었다. 그렇게 하여 미국은 한미자유무역협정을 체결 18년만에 사실상 일방적으로 파기했다.
  - 김건희 특검의 출석 요구에 불응한 윤석열 전 대통령에 대해 법원이 체포영장을 발부했다.
  - 향로봉함이 진해항에 입항하던 도중 보기실에서 화재가 발생했다.

### 8월
- 8월 1일
  - 광주광역시 시내버스와 부천시 시내버스에서 현금함이 전면 철거되어 모든 노선이 현금을 받지 않도록 되었다.
  - 광주시 시내버스 노선 개편이 시행되어 오포농협-광주터미널 구간에서 17번과 660번의 경유지가 트레이드되었고 3-1번은 기점이 광주터미널로 연장되었으며 이외에 40여개 노선이 통폐합되었다.
  - 윤석열 전 대통령에 대한 체포영장 집행이 무산되었다.
  - 네이버 카페 왁물원에서 카페 가입자를 대상으로 네이버 ID를 불법 수집했다는 정황이 확인되었다.
  - 노란봉투법이 시작되었다.
- 8월 2일 - 정청래가 더불어민주당 당대표로 선출되었다.
- 8월 6일
  - 국회의원 이춘석이 주식 차명 거래 논란으로 더불어민주당에서 제명되었다.
  - 김건희가 처음으로 특검에 출석했다.
  - 방송3법 개정안이 국회 본회의를 통과했다.
- 8월 7일
  - 윤 전 대통령에 대한 체포영장이 재시도되었으나 무산되었다.
  - 김건희에 대한 구속영장이 청구되었다.
  - 손흥민이 로스앤젤레스 FC로 이적했다.
- 8월 8일 - 2025 광복절 특별사면 대상자 명단이 공개되었다. 2025년 광복절 특사에는 서민 생계형 범죄자 외에도 재벌과 정치인이 포함된 것으로 알려졌다.
- 8월 11일
  - YES24 서비스 마비 사태가 재발했다.
  - 이재명 정부 특별사면 명단이 발표되었다.
  - 트럼프 행정부가 워싱턴 D.C.에서 노숙인·범죄자 척결을 명목으로 주방위군 투입 방침을 발표했다.
- 8월 12일
  - 서울중앙지방법원이 밤 23시 53분, 김건희에 대한 구속영장을 발부하였다. 이로써 헌정사상 최초로 전직 대통령 배우자 구속, 전직 대통령 부부가 동시 구속되는 사례를 남겼다.
  - 삼일중학교 농구리그 폭행 사건이 발생했다.
- 8월 15일 - 대한민국 광복 80주년.
- 8월 17일 - 서울특별시 마포구 창전동의 한 아파트에서 화재가 발생해 2명이 사망하고, 13명이 부상을 입었다.
- 8월 18일
  - 일본 오사카시 주오구 도톤보리의 상업 시설에서 화재가 발생해 소방대원 2명이 사망하였다.
  - 같은 날인 8월 18일에 김종국은 이제 장가를 가도 된다고 팬 카페에 글을 직접 썼으며 2025년 결혼 예정이라고 밝혔다
- 8월 20일 - 강원특별자치도 강릉시에서 홍제정수장 급수권역(시내 대부분) 모든 세대의 계량기 50%를 잠그는 제한급수 체제에 들어갔다.

## 문화
- 1월 1일
  - 화성시가 화성특례시로 출범하였다.
  - 동해선 영덕역 ~ 삼척역 구간이 개통, 포항역 ~ 영덕역 구간이 개통되었다.
  - 세종포천고속도로 남안성 분기점 ~ 남구리 나들목 구간이 개통되었다.
  - 카자흐스탄이 공용문자를 라틴어로 문자를 바꿨다.
- 1월 5일 - 2024 MBC 연기대상에서 한석규가 대상수상하였다.
- 1월 6일 - 제주 유나이티드가 제주 SK FC로 새 엠블럼과 구단명을 공개하였다.
- 1월 11일
  - 교외선이 재운행을 시작하였다.
  - 2024 KBS 연기대상에서 이순재가 대상수상하였다.
- 1월 22일 - 삼성전자가 삼성 갤럭시 S25를 공개하였다.
- 1월 28일 - 2024 MBC 방송연예대상에서 전현무가 대상수상하였다.
- 1월 29일 - 2024 SBS 연예대상에서 유재석이 대상수상하였다.
- 1월 30일 - CGV 북수원이 폐점하였다.
- 1월 31일 - 대한민국에서 기상상황과 관계없이 도로에서 보이는 발광차선을 개발하였다.
- 2월 2일
  - 롯데월드 어드벤처의 번지드롭과 회전그네, 머킹의 회전목마 등 3종류의 놀이기구가 운영을 종료하였다.
  - CGV 성남모란이 폐점하였다.
- 2월 6일 - 넥슨의 마비노기 모바일 론칭 쇼케이스가 시작되었다.
- 2월 7일 ~ 2월 14일 - 2025년 동계 아시안 게임이  중화인민공화국 하얼빈시에서 개최되었다.
- 2월 12일 ~ 2월 23일 - 2025년 AFC U-20 아시안컵이  중화인민공화국에서 개최되었다.
- 2월 7일 - 걸그룹 NewJeans가 ADOR와의 계약 해지 건 소송 중에 새 그룹명 NJZ를 발표했다.
- 2월 16일 - 메가박스 브로드웨이(신사)가 폐점하였다.
- 2월 19일 - 애플이 iPhone 16e를 공개하였다.
- 2월 24일 - 2025년 대구와 경산에서 시내버스 노선개편이 동시 시행되었다.
- 2월 27일 - 카트라이더: 드리프트가 전 세계 콘솔 및 모바일, 한국/대만 이외의 지역의 PC 버전 한정으로 서비스가 종료되었다.
- 2월 28일 - 피너툰 서비스가 종료되었다.
- 3월 1일 - 안동대학교와 경북도립대학교가 통합하여 국립경국대학교가 출범하였다.
- 3월 5일 - 대전한화생명볼파크가 개장하였다.
- 3월 9일 - 국내 최후의 그랜드백화점이었던 그랜드백화점 일산점이 폐점하였다.
- 3월 10일 - 디제이맥스 출시 20주년.
- 3월 14일 - KBS NEWS 24 개국되었다.
- 3월 15일 - 이륜자동차 검사 제도가 도입되었다.
- 3월 17일 - CGV 고덕강일이 오픈되었다.
- 3월 22일 - 2025년 KBO 리그가 개막되었다.
- 3월 23일 - CGV 송파와 CGV 연수역이 동시에 폐점하였다.
- 3월 27일 - 마비노기 모바일이 출시되었다.
- 3월 31일
  - TGI Fridays가 한국에서 철수하였다.
  - CGV 광주터미널과 CGV 창원이 동시에 폐점하였다.
  - LG U+의 스포츠 서비스인 스포키의 서비스가 종료되었다.
- 4월 1일
  - 대구광역시 시내버스 전 노선에 현금 없는 시내버스가 시행되었다.
  - 애플의 Apple Intelligence와 나의 찾기 서비스가 한국에 정식으로 도입되었다.
- 4월 4일 - 카프리썬의 종이 빨대가 다시 플라스틱 빨대로 환원되었다.
- 4월 6일 - CGV 청주율량이 폐점하였다.
- 4월 13일 ~ 10월 13일 - 2025년 세계 박람회가  일본 오사카에서 개최되었다.
- 4월 23일
  - 엘더 스크롤 IV: 오블리비언 리마스터가 정식 공개되었지만 대한민국은 지역 코드로 인하여 플레이를 할 수가 없었다.
  - 유튜브 최초의 영상 업로드 20주년.
- 4월 30일 - 네이버 포스트 서비스가 종료되었다.
- 5월 5일 - 스카이프 서비스가 종료되었다.
- 5월 8일 - 롯데시네마와 메가박스 합병을 위한 단계가 들어갔다.
- 5월 13일
  - 서해안고속도로 불갑산 나들목 서울 방향이 개통되었다.
  - 최정이 KBO 리그 사상 최초로 통산 500홈런을 달성하였다.
- 5월 13일 ~ 5월 17일 - 스위스 바젤에서 유로비전 송 콘테스트 2025가 개최되었다.
- 5월 14일
  - KNN, TBC, KBC, TJB 등 SBS 계열 지역민방 1차 방송국 개국 30주년.
  - 몬스타엑스 데뷔 10주년.
- 5월 17일 - 한국프로농구 KBL 챔피언결정전 7차전에서 창원 LG 세이커스가 서울 SK 나이츠를 62대 58로 꺾고 시리즈 전적 4승 3패로 1997년 창단 이후 28년만에 통산 1번째 우승을 달성하였다.
- 5월 27일
  - 쥬니어네이버가 1999년 이후 26년만에 서비스를 종료하면서, 대한민국의 모든 어린이 포털 사이트가 역사속으로 사라지게 되었다.
  - 제1회 우주항공의 날이 국가기념일이 지정되었다.
- 5월 29일
  - 메이플스토리2가 한국 서비스 기준으로 서비스 종료되었는데 이로서 한국를 비롯한 모든 지역 서비스가 종료되었다.
  - 서울시립사진미술관이 개관되었다.
- 5월 31일
  - 뮌헨에 위치한 푸스발 아레나 뮌헨에서 2024-25 UEFA 챔피언스 리그 결승전이 개최되었다.
  - 메가박스 용인기흥점이 폐점되었다.
- 6월 1일 - 2025 UEFA 챔피언스 리그 결승전에서 PSG가 인터밀란을 5:0으로 대파하며 창단 첫 우승을 차지하였다.
- 6월 5일 - 닌텐도 스위치 2가 전 세계[16]에 발매되었는데 델타룬 챕터 3&4가 출시되었다.
- 6월 7일 - 충청권 및 청주시에서 청주 오스코에서 처음으로 코믹월드 행사가 개최되었다.
- 6월 10일 - 민주화운동기념관이 개관되었다.
- 6월 12일 - 코스트코코리아 평택점이 오픈하였다.
- 6월 15일
  - 스튜디오 지브리 설립 40주년.
  - 샌드박스 네트워크 설립 10주년.
- 6월 20일
  - 부산콘서트홀이 개장되었다.
  - 대한민국의 K-POP 아이돌을 소재로 하는 최초의 해외 제작 애니메이션인 케이팝 데몬 헌터스가 공개되었다.
- 6월 21일 -방탄소년단이 전원 군복무를 마치게 됨으로써 2년 6개월 만에 완전체로 모였다.
- 6월 22일 - 스포츠서울 40주년.
- 6월 24일 - 울산고속도로의 범서 하이패스 나들목이 개통되었다.
- 6월 27일
  - 커넥트현대 청주가 개점되었다.
  - 봉준호 감독의 영화 기생충이 뉴욕타임스 선정 21세기 최고의 영화 1위에 선정되었다.
- 6월 28일
  - 경주월드 타임 라이더가 개장되었다.
  -  일본 와카야마현 어드벤처 월드의 판다 4마리가 계약 기간 만료로 중국에 반환되었다.
  - ● 인천 도시철도 1호선 계양 ~ 검단호수공원 구간이 개통되었다.
- 6월 30일 - 현대백화점 디큐브시티점이 폐점되었다.
- 7월 1일
  - 터보 데뷔 30주년.
  - 인천국제공항고속도로 한상 나들목이 개통되었다.
  - 천안 - 속초간 고속버스 노선이 개통되었다.
- 7월 8일 - TBN 충남교통방송이 개국하였다.
- 7월 11일 ~ 8월 3일 - 2025년 세계 수영 선수권 대회가 개최되었다.
- 7월 12일 - 울주 대곡리 반구대 암각화가 유네스코 세계유산에 등재되었다.
- 7월 13일 - 금강산이 유네스코 세계유산에 등재되었다.
- 8월 1일
  - 테일즈런너 출시 20주년.
  - 홈플러스 부천상동점이 폐점되었다.
- 8월 7일 ~ 8월 17일 - 2025년 월드 게임: 중국 쓰촨성 청두시에서 개최되었다.
- 8월 8일 - ChatGPT의 새로운 버전인 GPT-5가 공개되었다.
- 8월 10일 - 던전앤파이터 출시 20주년.
- 8월 16일 - 울산광역시에서 처음으로 코믹월드 행사가 개최되었다.
- 8월 20일 - 메가박스 청주터미널이 개점했다.

## 예정
- 8월 중 - 충청북도청 제2청사가 개장될 예정이다.
- 9월 중 - 서울특별시의 한강버스가 정식으로 운행할 예정이다.
- 9월 1일 - 샤프트 설립 50주년.
- 9월 2일 - 제2차 세계대전 종전 80주년.
- 9월 7일 - DAY6 데뷔 10주년.
- 9월 8일 - 제80차 유엔 총회가 미국 뉴욕에서 개막될 예정이다.
- 9월 13일 ~ 9월 21일 - 2025년 세계 육상  선수권 대회가 개최될 예정이다.
- 9월 21일 - 서소문고가도로가 철거 될 예정이다.
- 9월 27일
  - 인천문학경기장에서 뮤즈 내한 공연할 예정이다.
  - 목포보성선 철도가 개통될 예정이다.
- 10월 3일 - 룩셈부르크 대공세자 기욤이 앙리 대공의 뒤를 이어가는 룩셈부르크의 기욤 5세 대공으로 즉위할 예정이다.
- 10월 14일 - Microsoft에서 Windows 10, MS Office 2016, 2019의 연장지원이 종료될 예정이다.
- 10월 16일 - 카트라이더: 드리프트가 서비스 종료될 예정이다.
- 10월 21일 - 경찰청 탄생 80주년 기념으로 신제복, 신도색 경찰차가 출시될 예정이다.
- 11월 13일 - 2026학년도 대학수학능력시험이 시행될 예정이다.
- 10월 ~ 11월 중 -  대한민국 경상북도 경주시에서 APEC 정상회의가 개최될 예정이다.
- 11월 10일 - COP 30 정상회의가 브라질 벨렘에서 열릴 예정이다.
- 11월 30일 - 창동역 민자역사 아레나 X 스퀘어가 완공될 예정이다.
- 11월 중 
  - 누리호가 4차 발사될 예정이다.
  - 서울특별시 금천구에서 서울시립서서울미술관이 개관될 예정이다.
- 12월 26일 - 구리역 환승센터가 완공될 예정이다.
- 12월 중
  - 인천 서구와 중구의 영종국제도시를 잇는 제3연륙교가 개통될 예정이다.
  - 세종포천고속도로의 나들목인 남용인IC가 개통될 예정이다.
  - 새만금포항고속도로의 새만금IC~상관JC 구간이 개통될 예정이다.
  - 동해고속도로의 북영일만IC~영덕JC 구간이 개통될 예정이다.

### 미정
- 청와대 복원 공사가 완료될 예정이다.
- 경전선 복선전철 부전 ~ 마산 구간이 개통될 예정이다.
- 경찰 공무원 채용시험 자격증 가산점 제도가 폐지될 예정이다.
- 제3차 국가 철도망 계획이 완성될 예정이다.
- 인천광역시 서구와 영종국제도시를 잇는 제3연륙교가 준공될 예정이다.
- 영화 아바타 3 편이 개봉될 예정이다.
- 부산광역시에서 부산 롯데타워가 준공될 예정이다.
- JET가 발사될 예정이다.
- LIFE가 발사될 예정이다.
- 윈도우 12가 공개될 예정이다.
- 서해남북평화도로 1단계 구간인 영종–신도 연도교가 개통될 예정이다.
- 경부고속도로의 나들목인 회덕IC가 개통될 예정이다.
- 아르테미스 2호가 발사될 예정이다.
- 아르테미스 3호가 발사될 예정이다.
- 수도권제1순환고속도로의 나들목인 영사정IC가 개통될 예정이다.
- 새만금포항고속도로의 새만금IC~상관JC 구간이 개통될 예정이다.
- 세종포천고속도로의 나들목인 남용인IC가 개통될 예정이다.
- 수도권제2순환고속도로 인천~안산 구간을 착공될 예정이다.
- 동해고속도로의 북영일만IC~영덕JC 구간이 개통될 예정이다.
- 경부고속도로의 나들목인 안심IC가 개통될 예정이다.
- 광주제2순환도로의 나들목인 지산IC가 개통될 예정이다.
- ● 수도권 전철 3호선 송파하남선이 착공될 예정이다.
- ● 서울 지하철 9호선 중앙보훈병원역~샘터공원역 구간이 착공될 예정이다.
- 서울 경전철 서부선이 착공될 예정이다.
- 로손이 이 해를 목표로 무인 편의점의 영업을 개시할 예정이다.
- 하늘을 나는 자동차를 개발하는 일본의 스타트업 기업 SkyDrive는, 오사카 엑스포가 개최되는 오사카 베이 에리어에서 에어 택시 서비스를 개시할 예정이다.
- NHK 라디오 제2방송이 폐국될 예정이다.
- 평택파주고속도로 남광명 분기점 - 88 분기점 구간이 개통될 예정이다.
- 동부간선도로 확장 공사가 마무리될 예정이다.
- THEO가 발사될 예정이다.
- 미국 NASA가 'Power and Propulsion Element(PPE)' 발사를 시작으로 '딥 스페이스 게이트웨이'(Deep-Space Gateway) 우주정거장 모듈을 구축하는 공사를 시작한다. 이후 2033년까지 순차적으로 규모를 확대할 계획이다.
- NASA 아르테미스 계획의 일환으로 반세기 만에 미국의 우주 비행사가 달에 착륙할 예정이다.
- 중앙고속도로지선의 나들목 남물금IC가 개통될 예정이다.
- 제 2안민터널 구간이 개통될 예정이다.
- 경기도 일산신도시에 CJ의 대규모 공연장인 'CJ 아레나'(가칭)가 준공될 예정이다.
- 철원군에 태봉국 철원성 역사 문화 테마공원을 조성할 예정이다.
- 영국의 퍼블릭 스쿨 중 윈체스터 칼리지가 남녀공학으로 전환될 예정이다.
- 세계 최초로 1,000m 이상을 돌파하는 것으로 예상되는 두바이 크릭 하버 더 타워가 완공될 예정이다.
- 홍콩 디즈니랜드에서 어벤져스 캠퍼스가 개장할 예정이다.
- 흑해와 마르마라해를 연결하는 튀르키예 공화국의 인공 해수면 수로 건설사업이 완료될 예정이다.
- 오시리스-렉스의 캡슐이 아폴로 소행성군에서 샘플을 채취한 후 지구(미국 유타주)로 돌아올 예정이다.
- 부산광역시의 명지국제신도시 명지지구 2단계가 완공되면서 인구 80,000명의 거대신도시가 등장할 전망이다.
- 부산광역시의 만덕IC ~ 센텀IC 8.9km 사업모집구간의 중앙IC와 수영IC가 완공될 예정이다.
- 광주 도시철도 2호선 3단계 구간을 착공할 예정이다.
- 부산광역시의 북항 ~ 에코델타시티 고속도로가 개통될 예정이다.
- 고후쿠지 제일차 정비 사업이 종료될 예정이다.
- 브라질에서 아날로그 TV 방송 신호의 송출이 중단될 예정이다.
- 블라디미르 푸틴 러시아 대통령의 임기가 만료될 예정이다.
- 제10회 유럽의회 의원 선거가 브렉시트(영국의 EU 탈퇴) 이후 처음으로 치러질 예정이다.
- 서울 경전철 위례신사선이 착공될 예정이다.
- 수서광주선이 착공될 예정이다.
- 3순환로가 착공 22년 만에 완전 개통될 예정이다.
- 경부고속도로의 기흥IC 개량공사가 완료될 예정이다.
- 대한민국에서 스타링크 서비스가 시작될 예정이다.
- 울릉도에 LPG망이 조성될 예정이다.
- 강원특별자치도 원주시 옛 캠프롱 부지에 국립원주과학관이 준공될 예정이다.
- 런던의 새로운 '슈퍼 하수도' 건설사업이 완료되어 기존의 빅토리아 인프라가 업그레이드될 예정이다.
- 미국과 미크로네시아 연방, 마셜 제도의 자유연합 협정이 만료될 예정이다.
- 2021년 12월 31일 가동을 중단한 브로크도르프, 그론데, 군트레밍엔 원전에 이어 에센바흐 이자르 2호기, 엠슬란트, 네카르베스트하임 2 등 독일의 마지막 원전 세 곳이 가동을 중지할 예정이다.
- 중화인민공화국 톈궁 우주정거장이 완성될 예정이다.
- 갤럭시 링이 출시될 예정이다.
- 경상북도 경주 '식물원 라원' 개장될 예정이다.

## 탄생
- 2월 7일 - 스웨덴의 왕족 베스테르보텐 여공작 이네스 공주.

## 사망

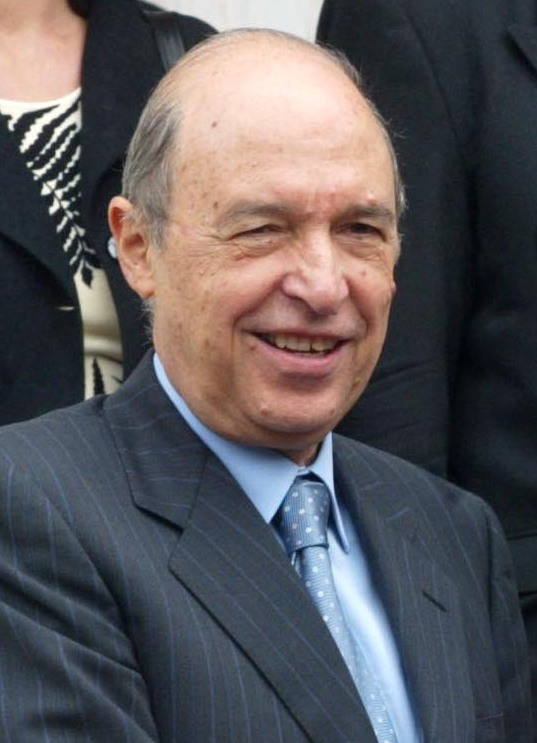
코스타스 시미티스

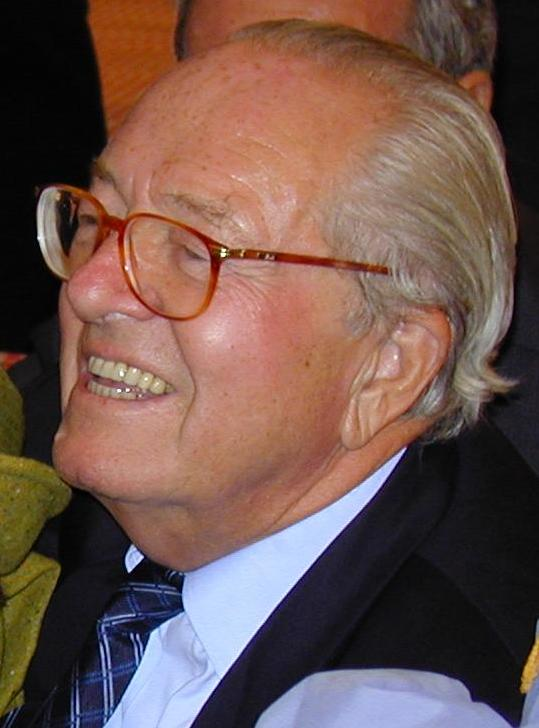
장마리 르펜

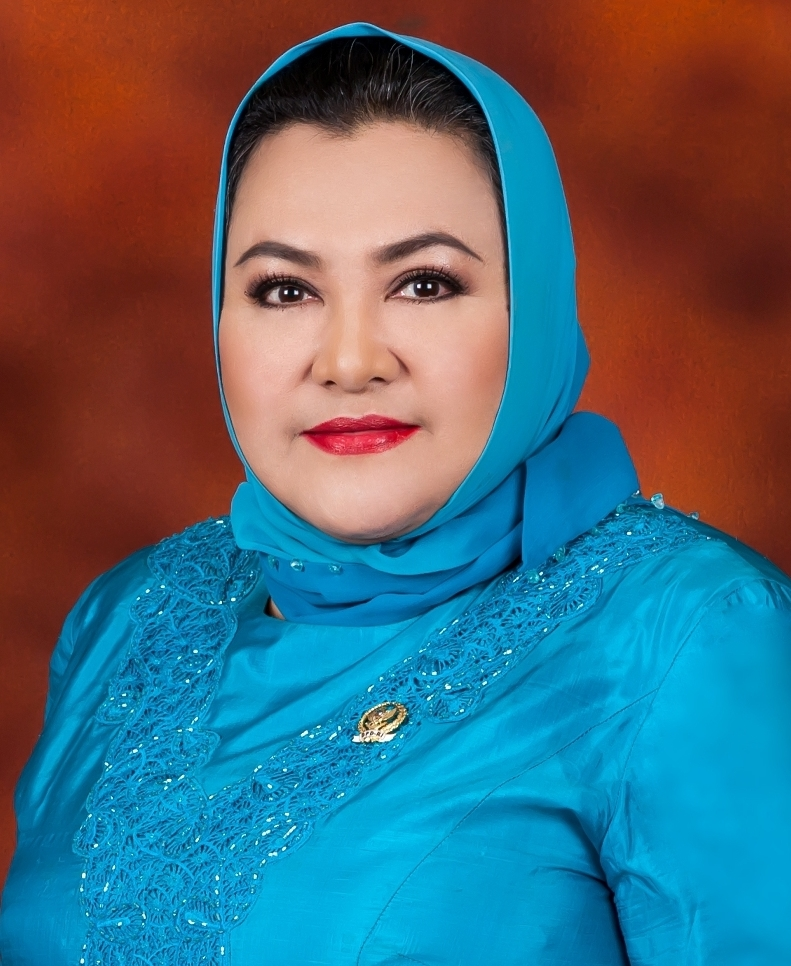
에밀리아 콘데사

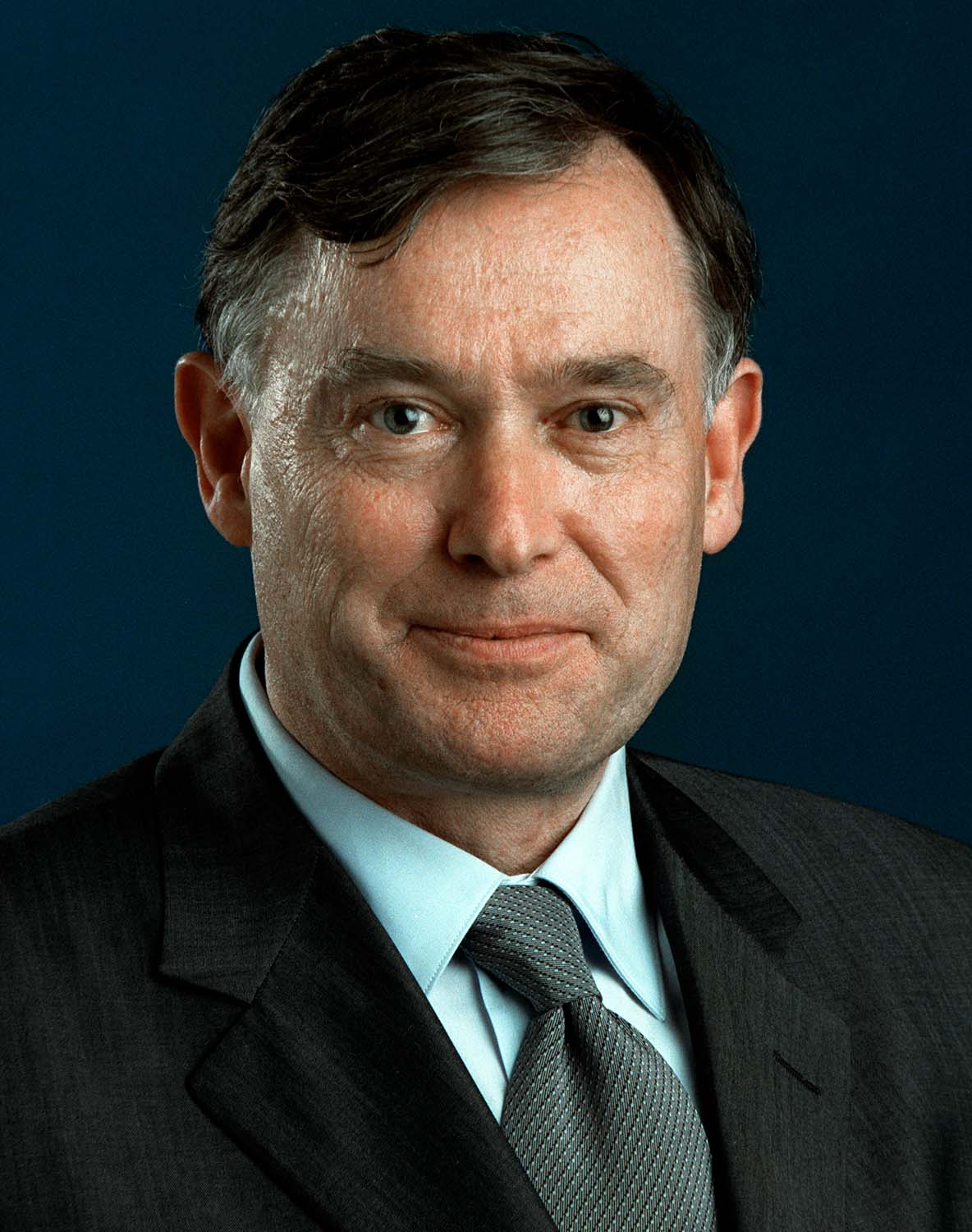
호르스트 쾰러

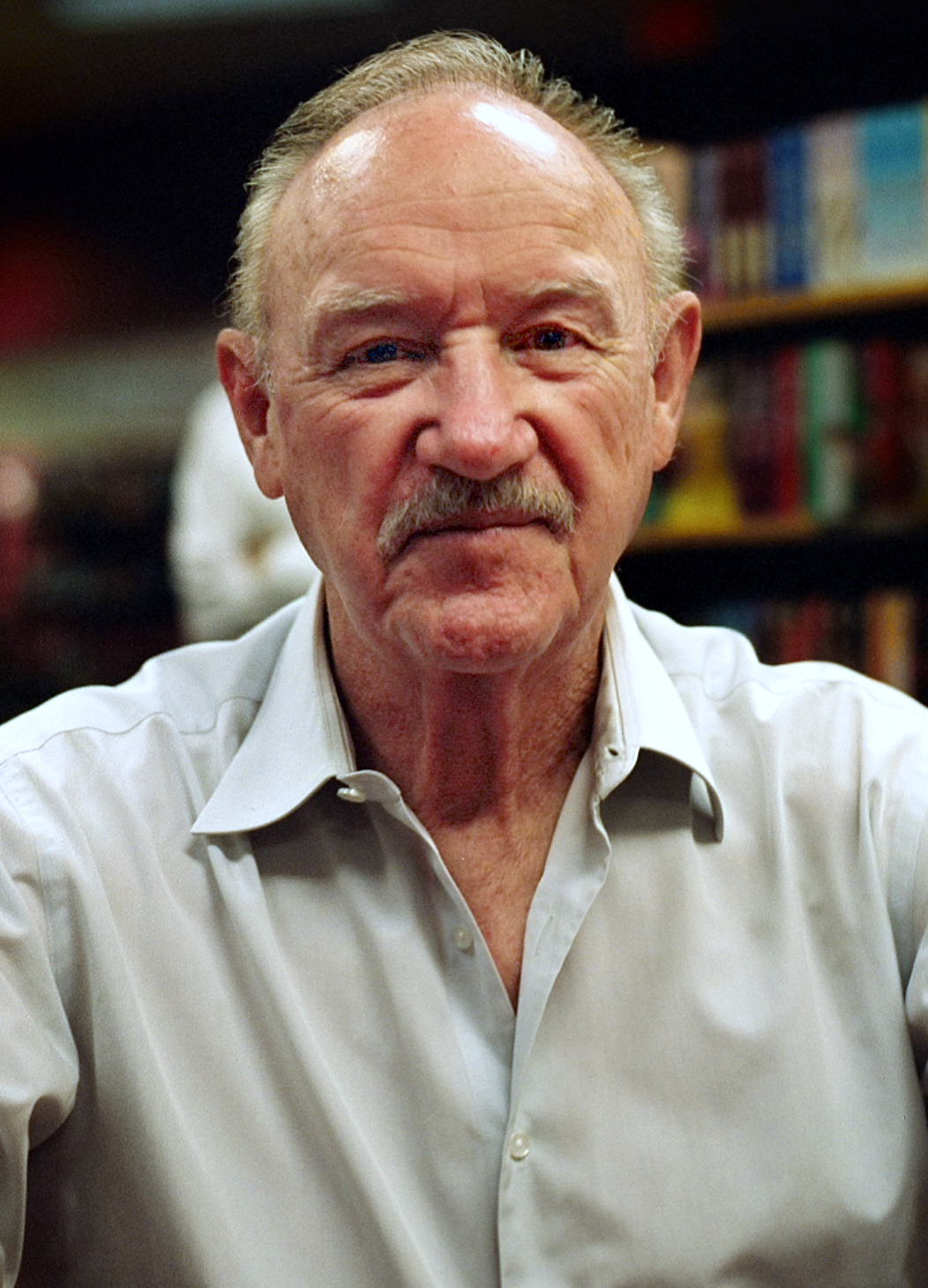
진 해크먼

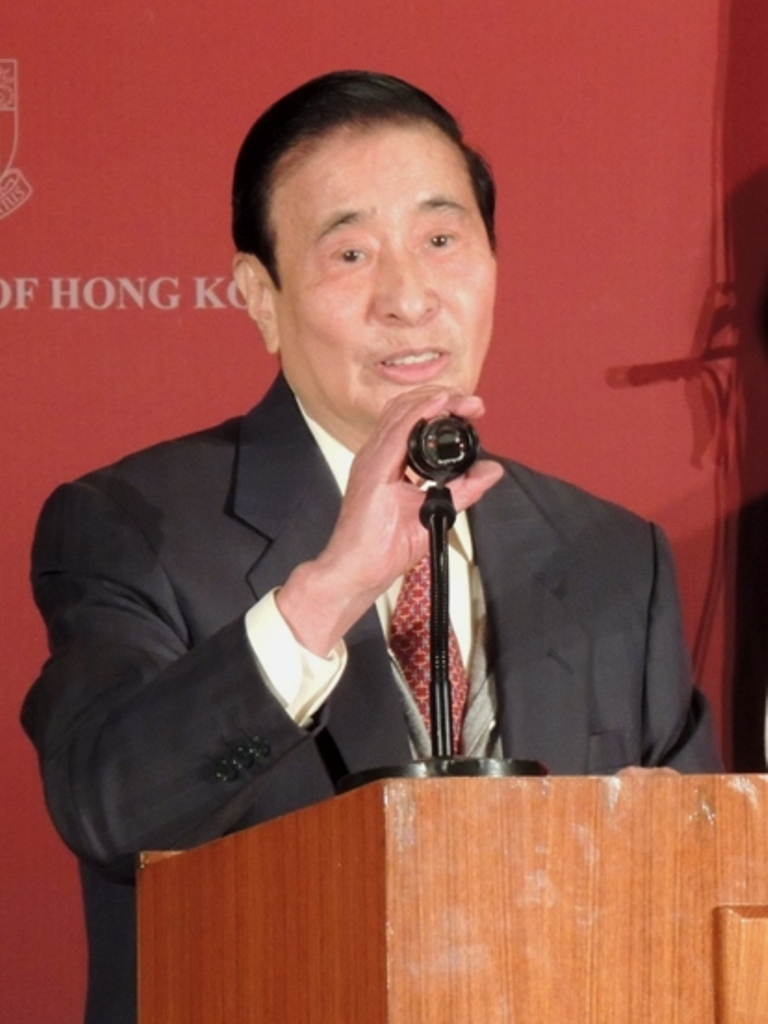
리자오지

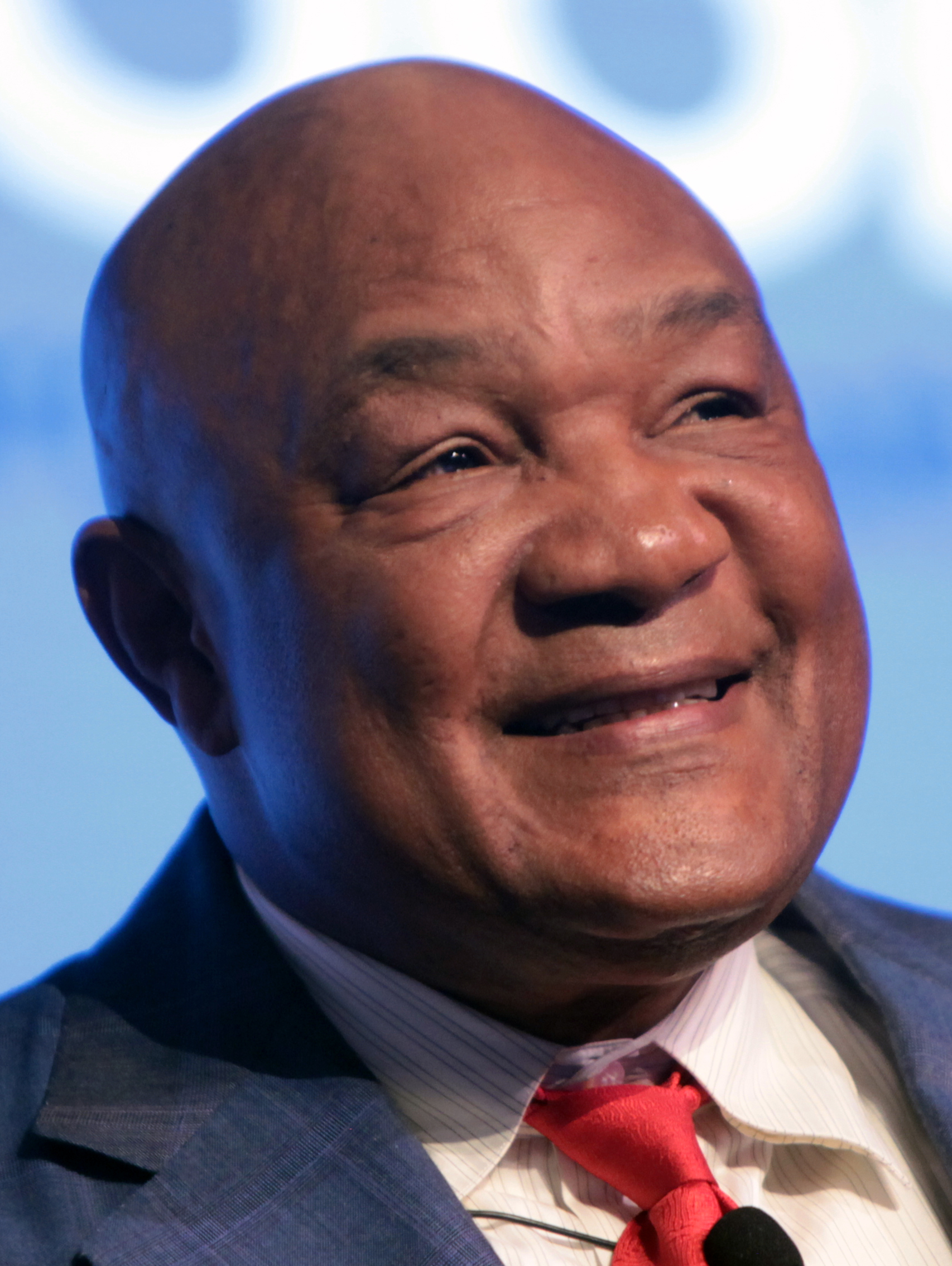
조지 포먼

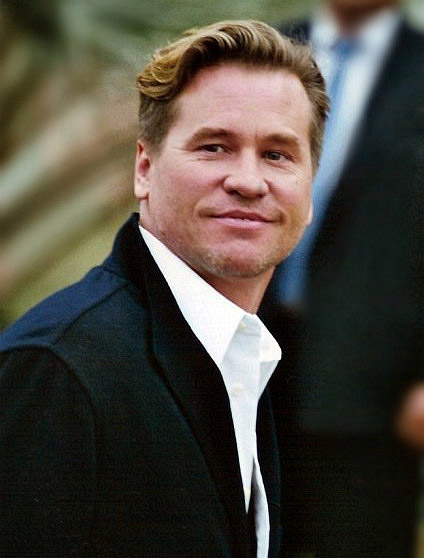
발 킬머

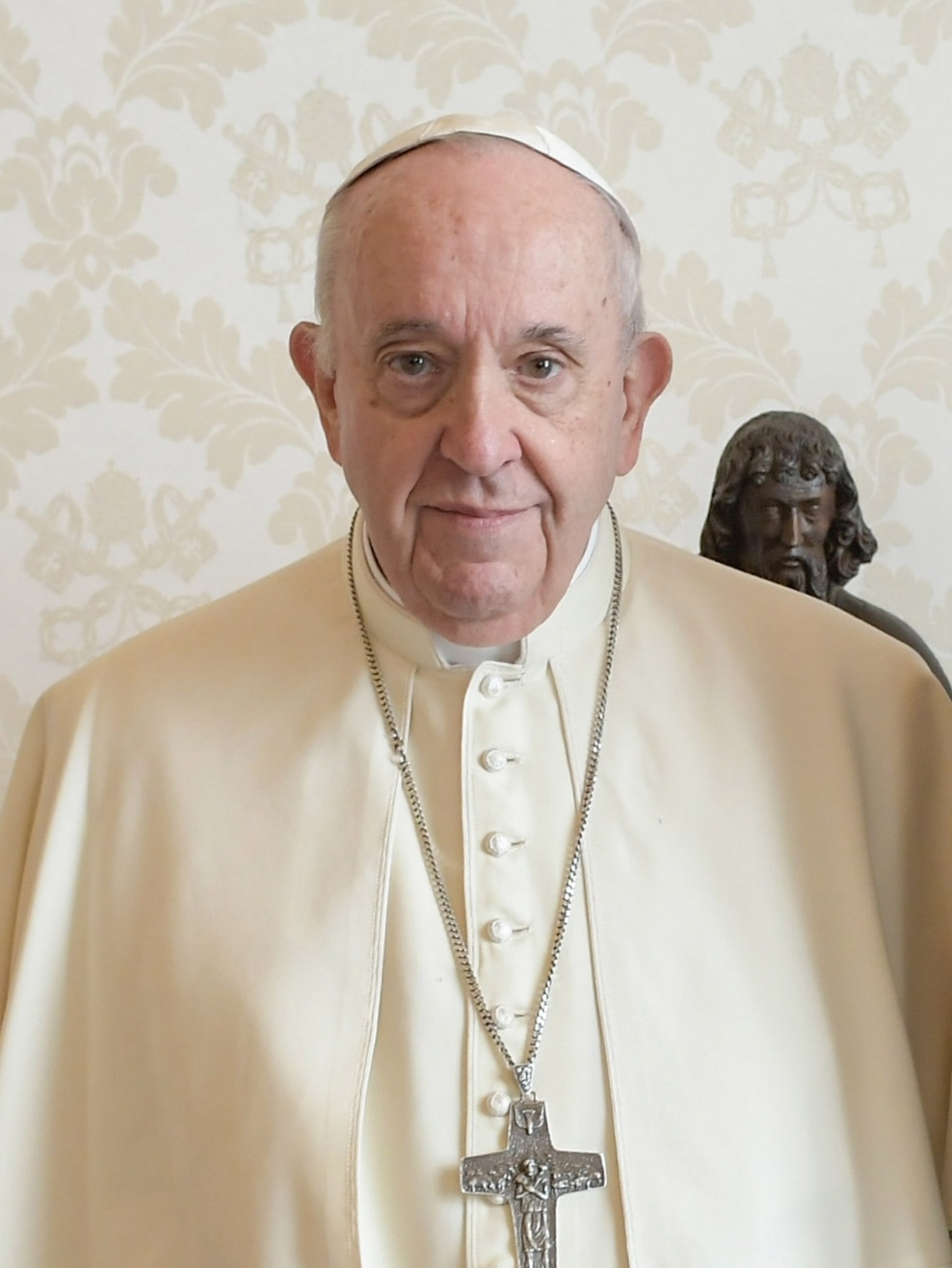
교황 프란치스코

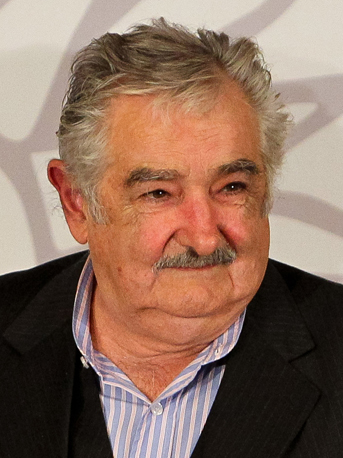
호세 무히카

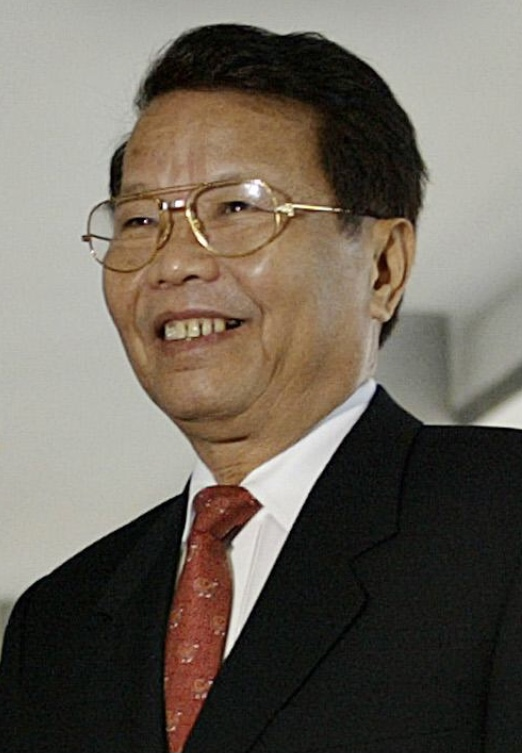
쩐득르엉

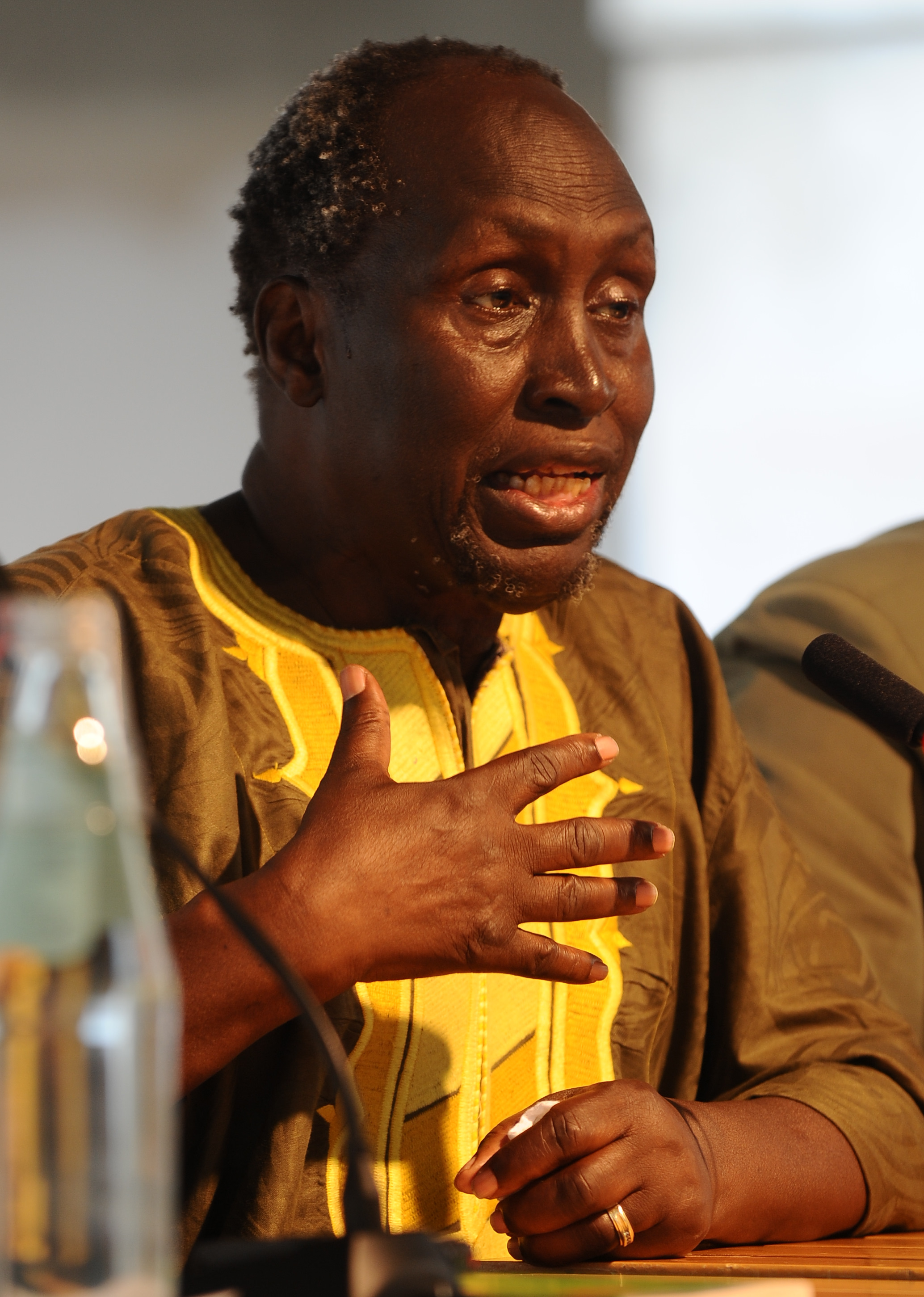
응구기 와 티옹오

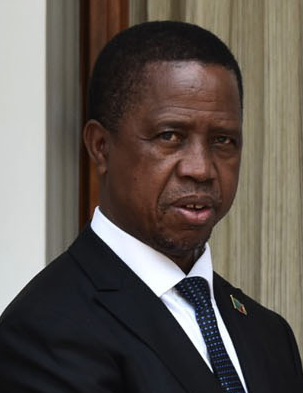
에드거 룽구

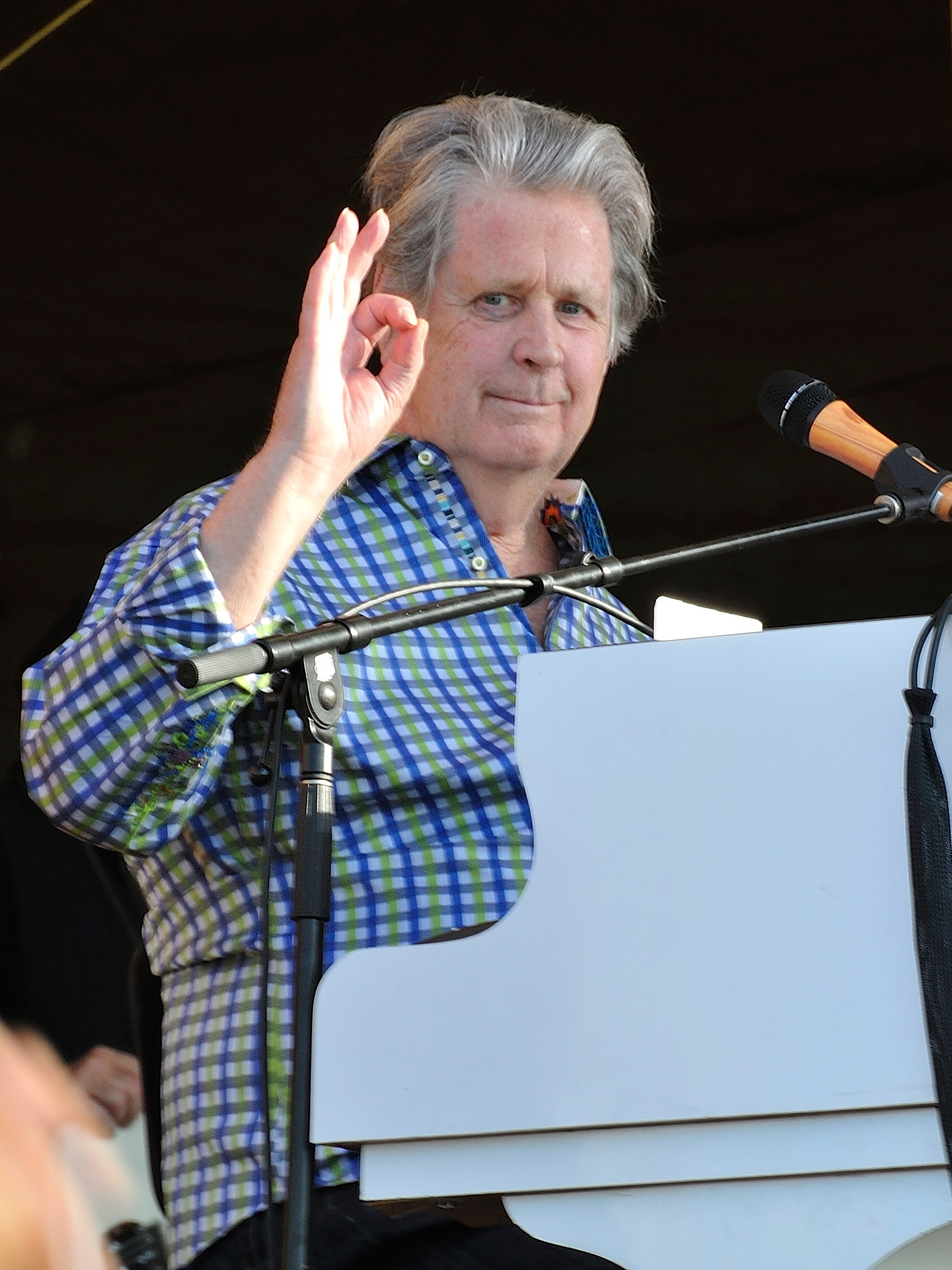
브라이언 윌슨

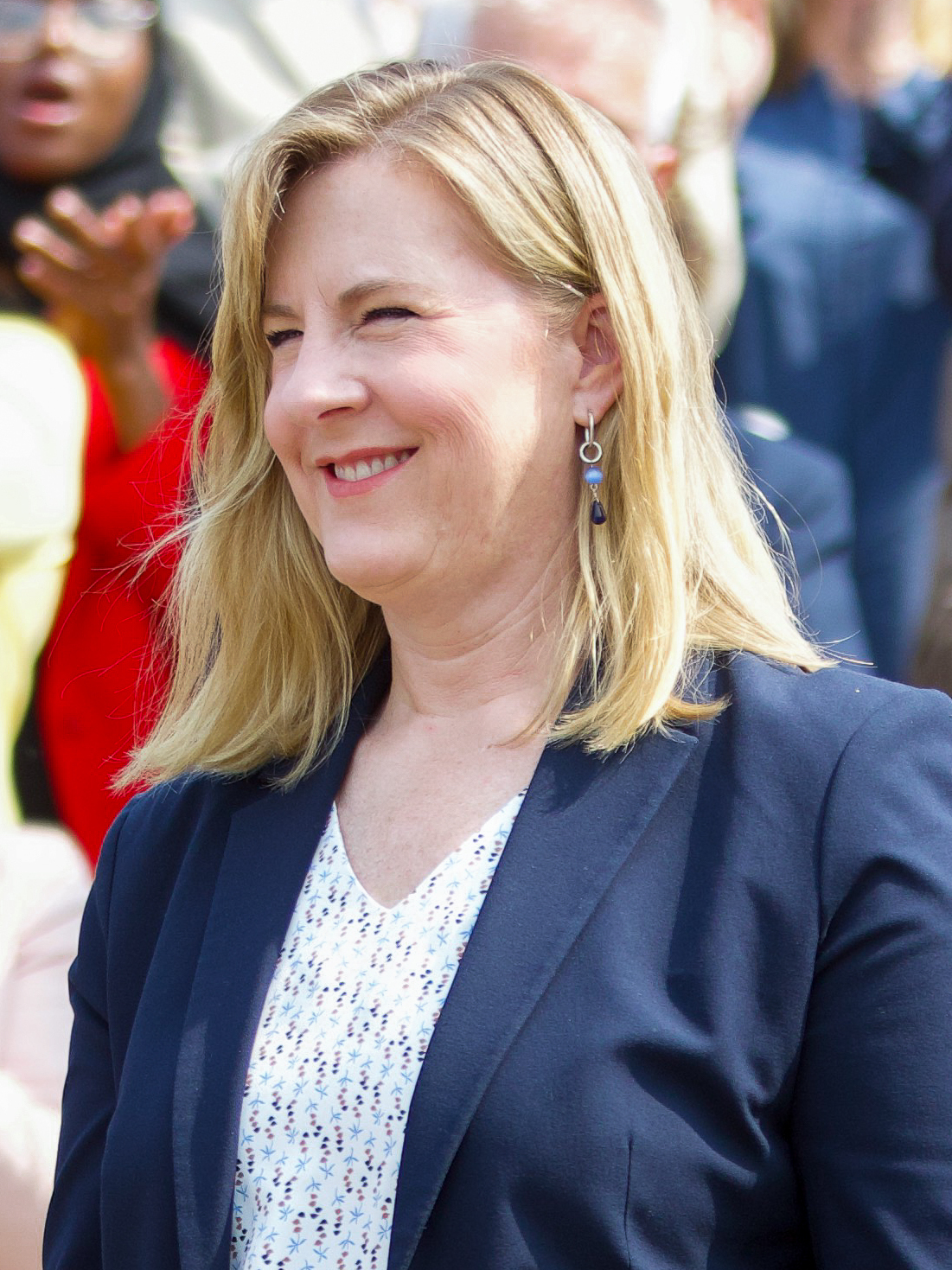
멜리사 호트먼

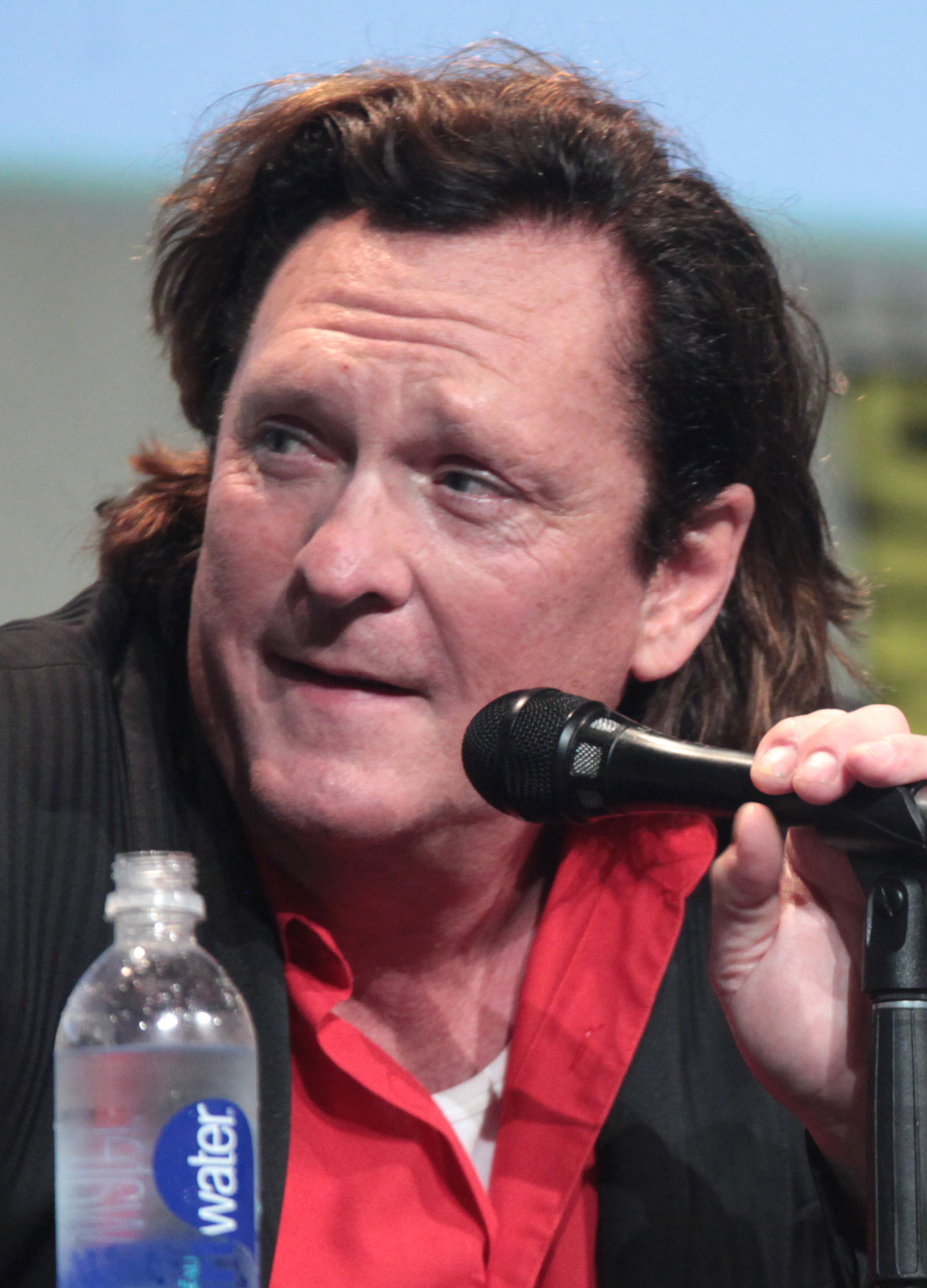
마이클 매드슨

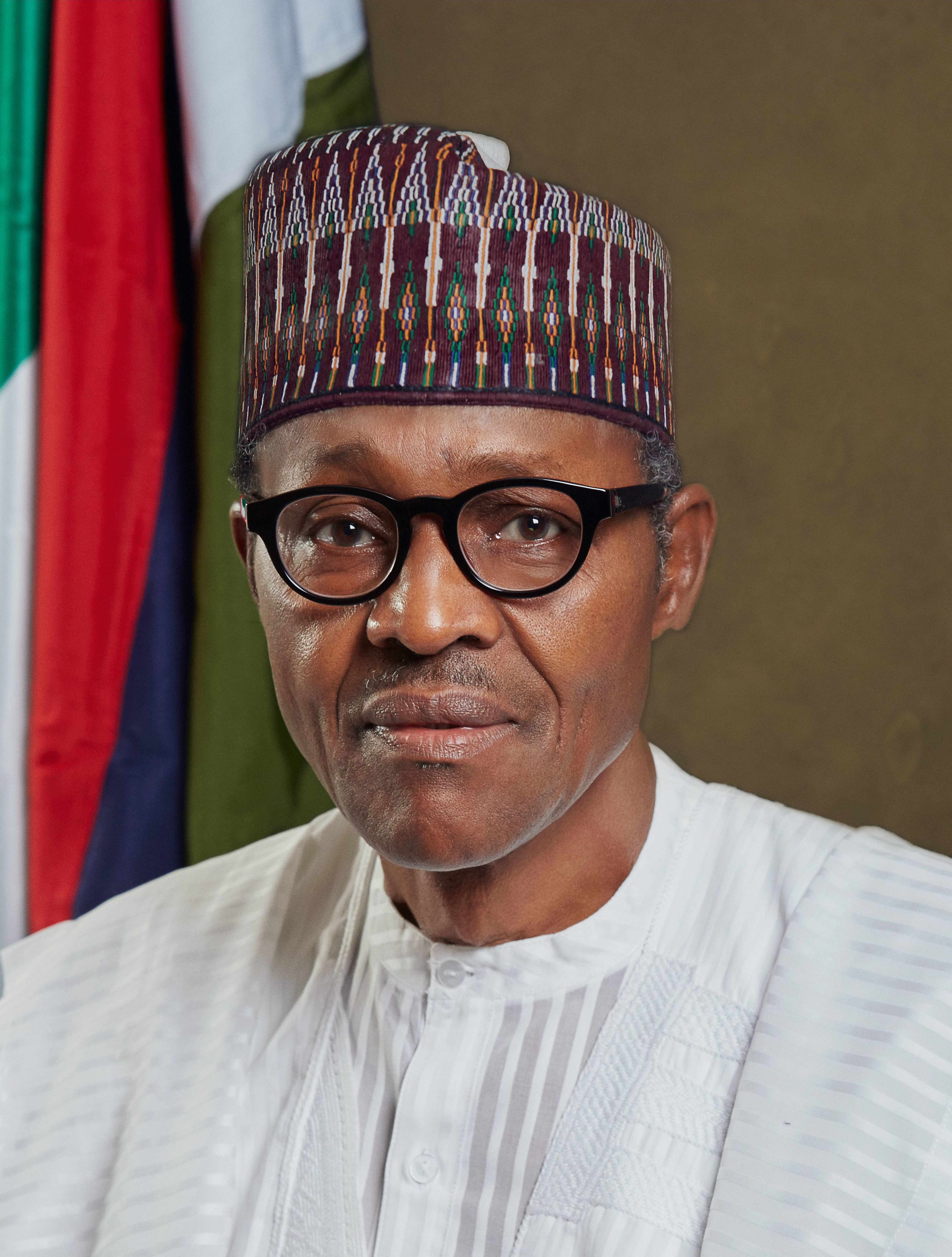
무하마두 부하리

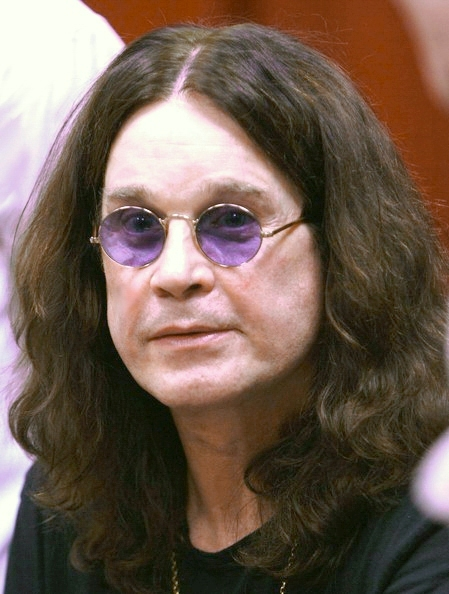
오지 오스본

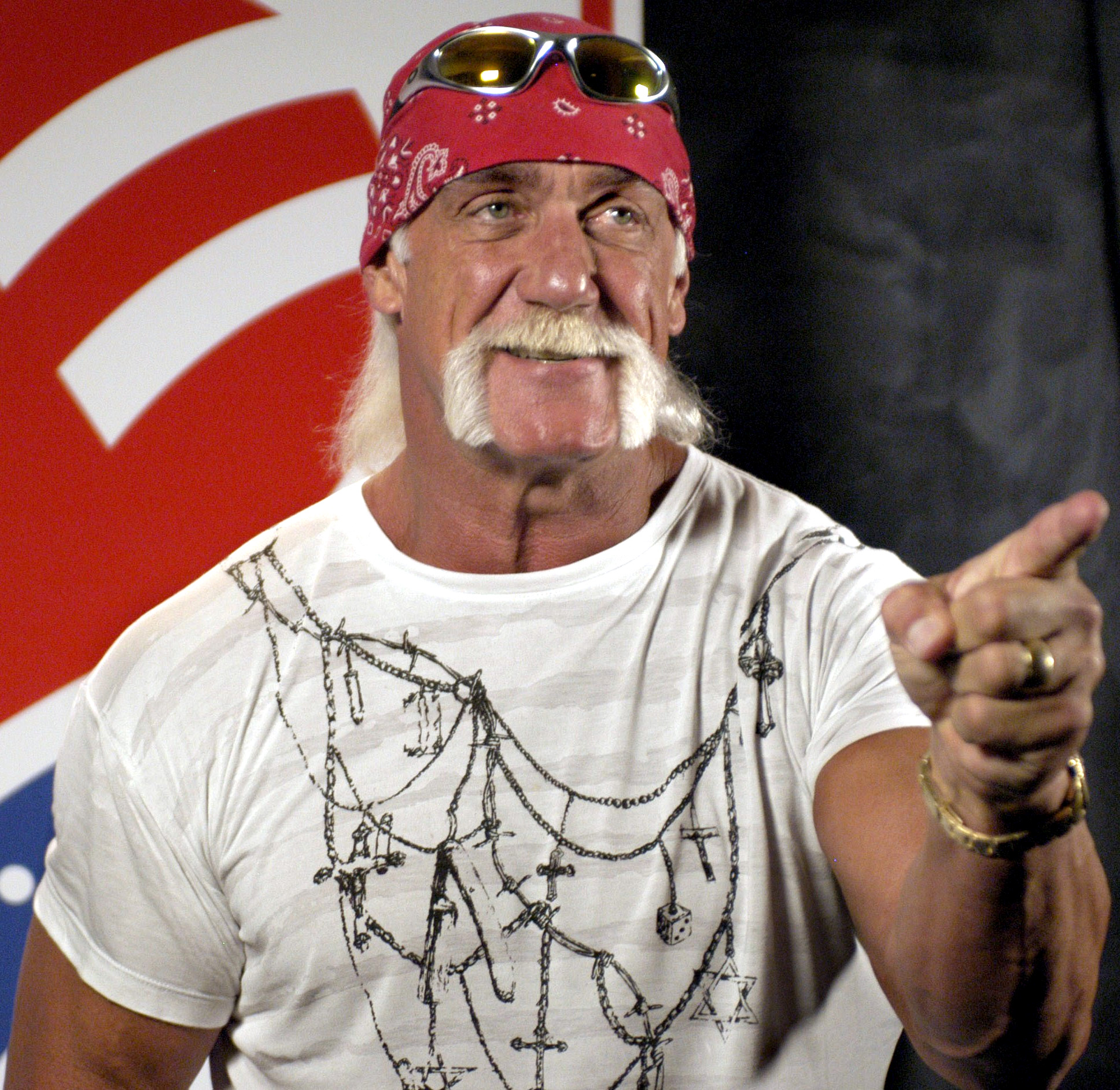
헐크 호건

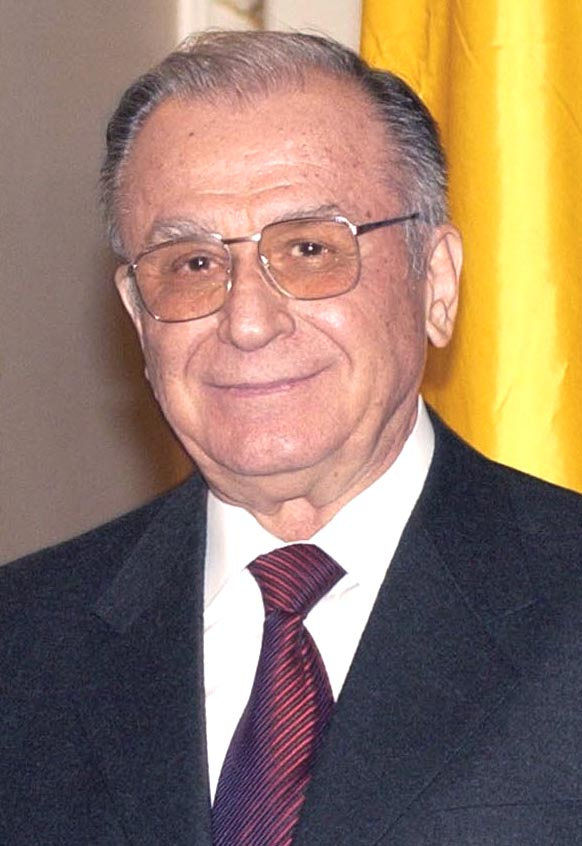
이온 일리에스쿠

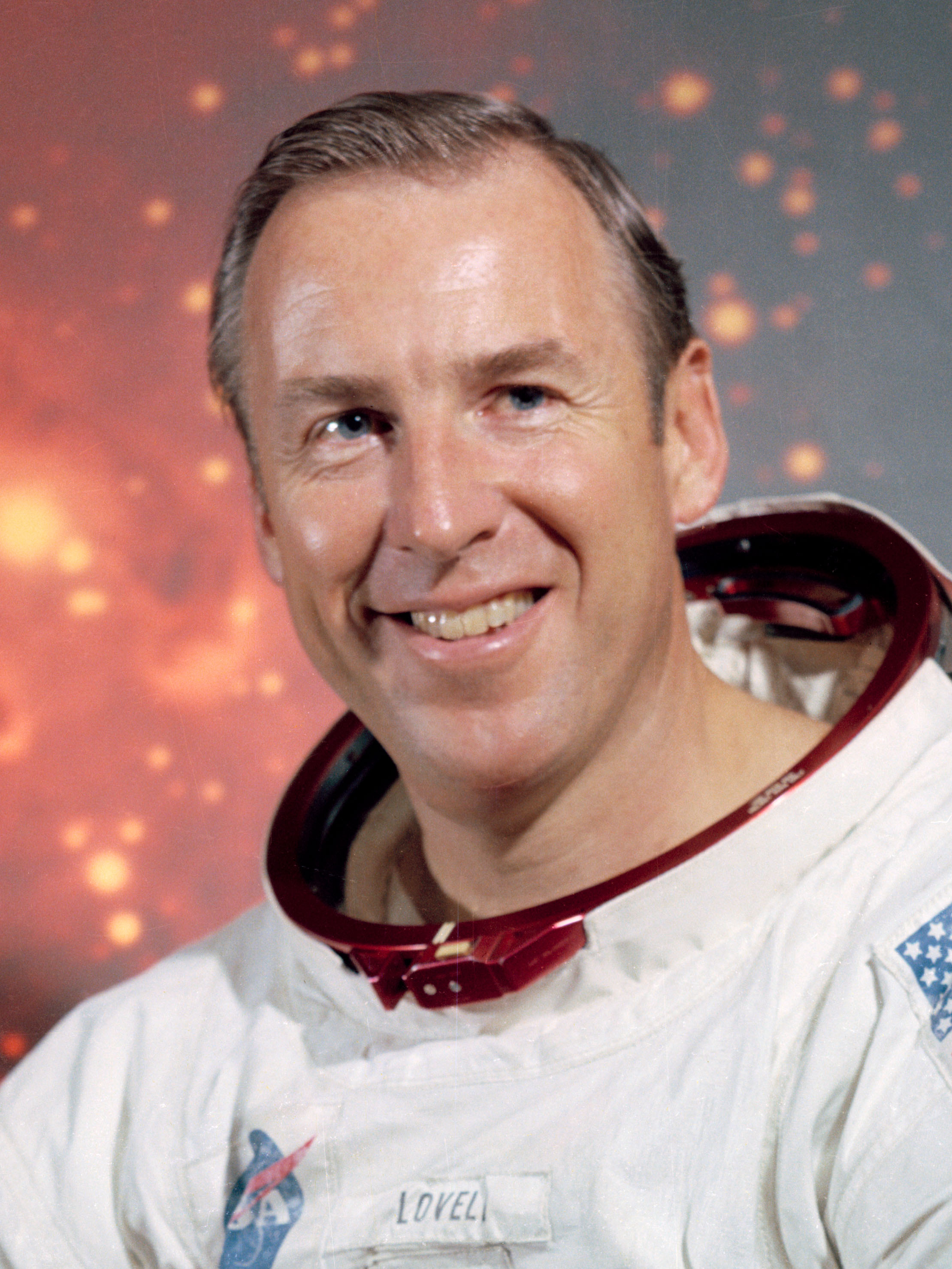
짐 러벨

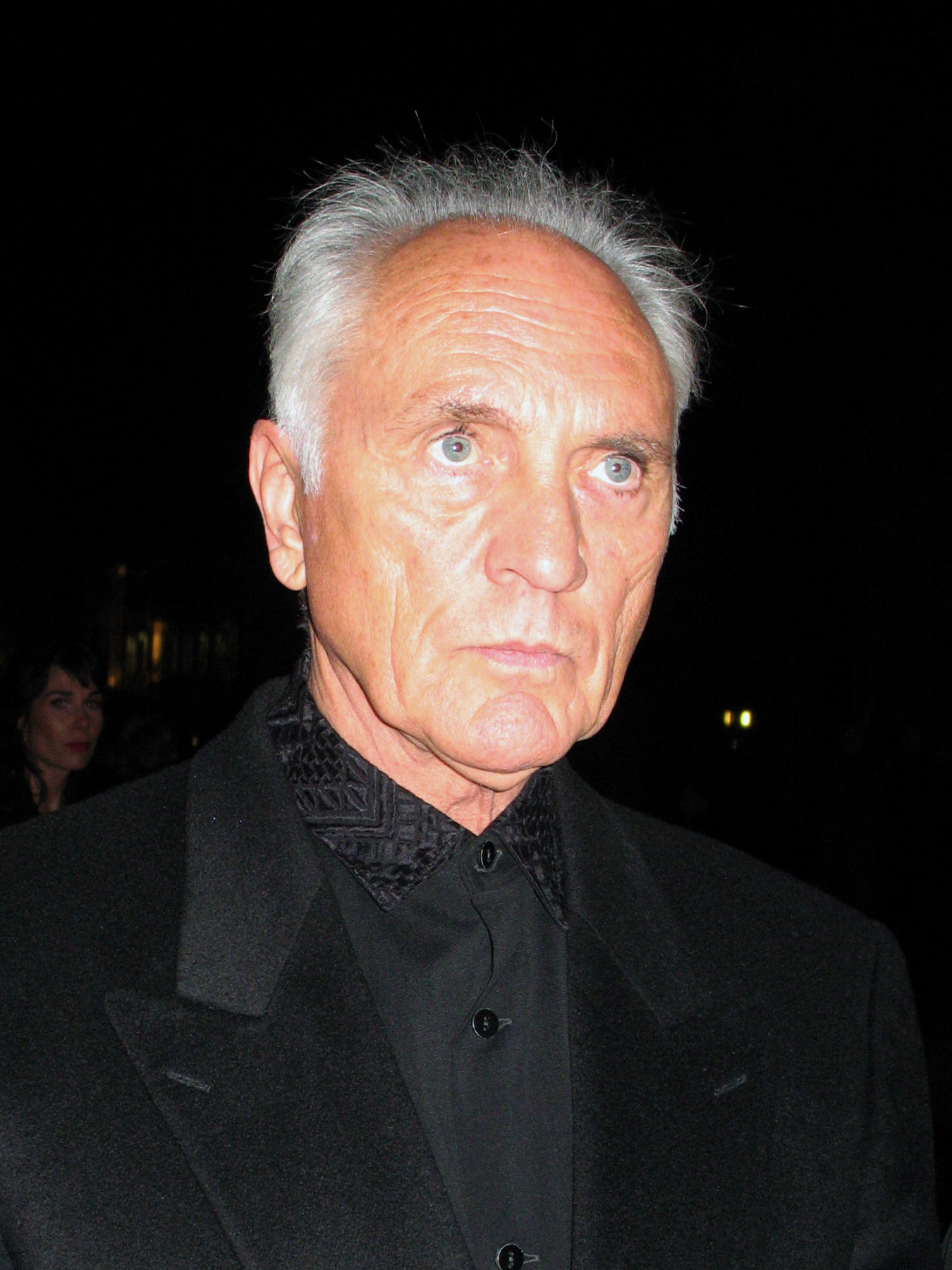
테런스 스탬프

### 1월
- 1월 1일
  - 대한민국의 축구인 노행석
  - 영국의 소설가 데이비드 로지
  - 영국의 중국학자 마이클 뢰베
- 1월 2일
  - 대한민국의 기업인 이경찬
  - 미국의 군인 제임스 R. 호그
  - 스페인의 정치인 프란세스크 안티크
  - 헝가리의 체조  선수 켈레티 아그네시
- 1월 3일
  - 대한민국의 통계학자 김재주
  - 미국의 신약학자 리처드 B. 헤이스
  - 대한민국의 배우 송일근
  - 대한민국의 법조인 최상엽
  - 일본의 건축가 하라 히로시
- 1월 4일 - 프랑스의 지구화학자 클로드 알레그르
- 1월 5일
  - 독일의 체스선수 로베르트 휘브너
  - 그리스의 정치인 코스타스 시미티스
  - 대한민국의 소설가 이회성
- 1월 6일
  - 대한민국의 정치인 김중태
  - 미국의 철학자 로버트 폴 울프
  - 대한민국의 정치인 윤주영
- 1월 7일
  - 프랑스의 정치인 장마리 르펜
  - 대한민국의 성우 유호한
  - 튀르키예의 바이올린연주자 아이라 에르두란
- 1월 8일
  - 대한민국의 금융인 이혁진
  - 이탈리아의 축구선수 파비오 쿠디치니
- 1월 9일 - 미국의 영화배우 빌 바이제
- 1월 10일
  - 대한민국의 광물학자 김수진
  - 홍콩의 정치인 시우카춘
- 1월 12일
  - 미국의 영화배우 레슬리 찰슨
  - 미국의 영화배우 클로드 자먼 주니어
- 1월 14일 - 대한민국의 농민운동가 조한규
- 1월 15일
  - 미국의 농구선수 거스 윌리엄스
  - 미국의 영화감독 데이비드 린치
  - 프랑스의 영화감독 자노 슈와르크
  - 대한민국의 성우 이재명
- 1월 16일
  - 미국의 스포츠 해설자 밥 유커
  - 잉글랜드의 영화배우 조앤 플로라이트
- 1월 17일
  - 스코틀랜드의 축구인 데니스 로
  - 몽골의 제1대 대통령 폰살마깅 오치르바트
  - 미국의 작가 줄스 파이퍼
- 1월 18일 - 이스라엘의 영화배우 지브 레바치
- 1월 20일
  - 프랑스의 영화감독 베르트랑 블리에
  - 잉글랜드의 록 가수 존 사이크스
  - 미국의 육상 선수 프레드 뉴하우스
- 1월 21일
  - 대한민국의 정치인 손창완
  - 엘살바도르의 제65대 대통령 마우리시오 푸네스
  - 캐나다의 연주자 가스 허드슨
- 1월 22일
  - 포르투갈의 정치인 바스코 조아큄 로차 비에이라
  - 대한민국의 가수 한명숙
- 1월 23일 - 폴란드의 수학자 얀 미치엘스키
- 1월 24일
  - 그리스의 축구인 미미스 도마조스
  - 대한민국의 정치인 박재욱
- 1월 25일
  - 대한민국의 공무원 김재철
  - 필리핀의 영화배우 글로리아 로메로
  - 일본의 경영학자 노나카 이쿠지로
  - 미국의 육상 선수 그레그 벨
- 1월 27일
  - 멕시코의 영화배우 알마 로사 아기레
  - 대한민국의 작가 윤대성
  - 대한민국의 배우 장미자
  - 대한민국의 시인 조기호
  - 인도네시아의 영화배우 에밀리아 콘테사
  - 대한민국의 언론인 홍명표
- 1월 28일 - 독일의 영화배우 호르스트 얀존
- 1월 29일
  - 이라크의 준군사 조직원 살완 모미카
  - 영국의 가톨릭 주교 리처드 윌리엄슨
- 1월 30일
  - 대한민국의 여성부 차관 김성진
  - 미국의 피겨스케이팅 선수 딕 버튼
  - 파푸아뉴기니의 정치인 줄리어스 찬
  - 영국의 가수 메리앤 페이스풀

### 2월
- 2월 1일
  - 이탈리아의 언어학자 레나토 코르세티
  - 독일의 제9대 대통령 호르스트 쾰러
- 2월 2일
  - 대만의 영화배우 쉬시위안
  - 대한민국의 배우 이주실
- 2월 3일
  - 미국의 사회학자 마이클 부라워이
  - 대한민국의 가수 오성훈
  - 일본의 야구 선수 요시다 요시오
  - 미국의 영화감독 크리스 뉴먼
  - 대한민국의 언론인 홍명표
- 2월 4일
  - 대한민국의 법의학자 문국진
  - 니자리파의 정치인 아가 칸 4세
  - 대한민국의 성우 이광세
  - 대한민국의 의학자 주양자
- 2월 5일
  - 미국의 랩가수 어브 가티
  - 일본의 영화배우 이타가키 미즈키
- 2월 6일 - 중국의 기계공학자 황쉬화
- 2월 7일 - 대한민국의 가수 송대관
- 2월 8일
  - 나미비아의 제1대 대통령 샘 누조마
  - 대한민국의 야구 선수 주성로
  - 대한민국의 성우 최병학
  - 잉글랜드의 피아노연주자 하워드 라일리
- 2월 9일 - 미국의 영화배우 마라 코데이
- 2월 10일
  - 이탈리아의 피아니스트 마리아 티포
  - 그리스의 축구인 타키스 이코노모풀로스
- 2월 11일 - 그리스의 육상인 요르요스 루바니스
- 2월 12일 - 대한민국의 바둑기사 김철중
- 2월 13일 - 미국의 정치인 짐 가이 터커
- 2월 14일 - 프랑스의 영화배우 준비에브 파주
- 2월 16일
  - 대한민국의 인권운동가 길원옥
  - 대한민국의 배우 김새론
- 2월 17일
  - 미국의 야구인 에디 피셔
  - 오스트레일리아의 자선가 제임스 해리슨
  - 미국의 영화배우 진 해크먼
- 2월 18일 - 대한민국의 국문학자 강신항
- 2월 19일 - 미국의 윤리학자 톰 비첨
- 2월 20일
  - 미국의 싱어송라이터 제리 버틀러
  - 미국의 정치인 데이비드 보렌
  - 미국의 영화배우 피터 제이슨
- 2월 21일
  - 미국의 영화배우 린 마리 스튜어트
  - 홍콩의 싱어송라이터 방대동
  - 미국의 경호원 클린트 힐
- 2월 23일 - 태국의 제14대 총리 타닌 끄라이위치안
- 2월 24일
  - 대한민국의 역사가 정수일
  - 미국의 싱어송라이터 로버타 플랙
- 2월 25일
  - 미국의 역사가 마틴 E. 마티
  - 미국의 영화프로듀서 로베르토 오르시
  - 대한민국의 정치인 홍선기
- 2월 26일
  - 대한민국의 군인 김태영
  - 스웨덴의 영화배우 리스 닐헤임
  - 대한민국의 정치인 류근찬
  - 미국의 영화배우 미셸 트랙턴버그
- 2월 27일
  - 대한민국의 배우 강명주
  - 러시아의 체스 선수 보리스 스파스키
  - 대한민국의 정치인 최영철
- 2월 28일 - 일본의 작가 소노 아야코

### 3월
- 3월 1일
  - 이탈리아의 축구인 툴리오 라네세
  - 일본의 사업가 미노몬타
  - 미국의 싱어송라이터 앤지 스톤
- 3월 2일
  - 러시아의 레슬링인 부바이사르 사이티예프
  - 독일의 정치인 베른하르트 포겔
- 3월 3일 - 이탈리아의 영화배우 엘레오노라 조르지
- 3월 4일 - 대한민국의 정치인 박명환
- 3월 5일
  - 대한민국의 야구감독 배성서
  - 대한민국의 정치인 최상철
  - 미국의 영화배우 파멜라 바흐
  - 오스트레일리아의 테니스선수 프레드 스톨
- 3월 6일 - 대한민국의 법조인 송진현
- 3월 7일 - 솔로몬 제도의 대주교 데이비드 분나기
- 3월 9일
  - 일본의 체조선수 나카야마 아키노리
  - 독일의 영화배우 한스 피터 코르프
- 3월 10일 - 대한민국의 가수 휘성
- 3월 11일
  - 불가리아의 역도인 노라이르 누리캰
  - 대한민국의 신학자 소윤정
  - 일본의 가수 이시다 아유미
  - 미국의 농구인 주니어 브리지먼
- 3월 12일 - 미국의 영화배우 브루스 글로버
- 3월 13일
  - 러시아의 음악작곡가 소피아 구바이둘리나
  - 세르비아의 축구인 라디샤 일리치
- 3월 15일
  - 미국의 농구선수 슬릭 왓츠
  - 미국의 영화배우 윙스 하우저
- 3월 16일 - 벨기에의 영화배우 에밀리 드켄
- 3월 17일 - 홍콩의 기업인 리자오지
- 3월 18일 - 대한민국의 아나운서 송재익
- 3월 19일 - 대한민국의 정치인 오한구
- 3월 20일 - 아일랜드의 자동차경주선수 에디 조던
- 3월 21일
  - 소련의 외교관 올레크 고르디옙스키
  - 대한민국의 정치인 곽영달
  - 튀르기예의 영화배우 필리즈 아큰
  - 미국의 권투선수 조지 포먼
- 3월 25일
  - 대한민국의 정치인 김혁규
  - 일본의 영화감독 시노다 마사히로
  - 대한민국의 정치인 정구용
  - 대한민국의 기업인 한종희
- 3월 26일
  - 대한민국의 작곡가 배상태
  - 이스라엘의 기업인 스테프 베르트하이메르
- 3월 27일 - 홍콩의 영화배우 구펑
- 3월 28일 - 오스트레일리아의 영화배우 리처드 노턴
- 3월 29일 - 미국의 영화배우 리처드 체임벌린
- 3월 31일
  - 미국의 영화배우 샨 바버라 앨런
  - 대한민국의 정치인 장제원
  - 미국의 영화배우 패티 말로니

### 4월
- 4월 1일
  - 대한민국의 언론인 남시욱
  - 브라질의 축구 선수 레안드로 도밍게즈
  - 미국의 영화배우 발 킬머
- 4월 2일 - 라오스의 제4대 국가주석 캄타이 시판돈
- 4월 3일 - 독일의 귀족 안드레아스 폰 작센코부르크고타 공작
- 4월 5일
  - 이탈리아의 영화배우 안토넬로 파사리
  - 러시아의 음악가 파샤 테크닉
  - 핀란드의 스키선수 헤이키 하수
- 4월 6일
  - 미국의 드럼연주자 클렘 버크
  - 미국의 천문학자 제러마이아 P. 오스트라이커
  - 미국의 영화배우 제이 노스
  - 태국의 가수 퐁시 워라눗
- 4월 7일 - 미국의 영화배우 조이 D. 비에이라
- 4월 8일
  - 도미니카공화국의 야구인 토니 블랑코
  - 미국의 영화배우 니키 캣
- 4월 9일
  - 대한민국의 목사 김신조
  - 미국의 영화배우 멜 노박
  - 대한민국의 무용가 문병남
  - 대한민국의 야구인 박상열
  - 캐나다의 교수 존 반 시터스
- 4월 10일
  - 미국의 싱어송라이터 니노 템포
  - 프랑스의 주교 르네 뒤퐁
  - 네덜란드의 축구인 레오 베인하커르
  - 영국의 소설가 피터 러브시
- 4월 11일 - 자메이카의 가수 맥스 로미오
- 4월 13일
  - 잉글랜드의 영화배우 진 마시
  - 페루의 작가 마리오 바르가스 요사
  - 미국의 정치인 리처드 아미티지
- 4월 14일
  - 미국의 영화배우 소피 니와이더
  - 말레이시아의 제5대 총리 압둘라 아맛 바다위
  - 대한민국의 소설가 서정인
  - 대한민국의 기업인 이용태
- 4월 15일 - 폴란드의 영화배우 야드비가 얀코프스카치에실라크
- 4월 16일
  - 가봉의 축구 선수 아론 부펜자
  - 필리핀의 영화배우 노라 아노르
  - 대한민국의 정치인 조찬형
- 4월 17일 - 세르비아의 작가 류보미르 시모비치
- 4월 18일
  - 일본의 야구 선수 고야마 마사아키
  - 일본의 정치인 이와쿠라 히로후미
  - 크로아티아의 축구인 니콜라 포크리바치
- 4월 19일 - 독일의 페어스케이터 타실로 티르바흐
- 4월 20일
  - 대한민국의 정치인 김찬진
  - 독일의 축구인 베르너 로란트
- 4월 21일
  - 미국의 영화배우 윌 허친스
  - 바티칸 시국의 제266대 가톨릭 교황 교황 프란치스코
- 4월 22일
  - 대한민국의 축구  선수 강지용
  - 대한민국의 정치인 김두현
  - 미국의 영화배우 라 파크 링컨
- 4월 23일 - 튀니지의 정치인 푸아드 메바자
- 4월 25일
  - 캘리포니아주의 운동가 버지니아 주프레
  - 미국의 정치인 알렉시스 허먼
  - 중화인민공화국의 정치인 우구이셴
- 4월 26일 - 일본의 슈퍼센티네리언 하야시 오카기
- 4월 27일
  - 대한민국의 미술가 강서경
  - 일본의 경주마 리버티 아일랜드
  - 미국의 농구인 리처드 바넷
  - 미국의 영화배우 코라 수 콜린스
- 4월 28일 - 미국의 영화배우 프리실라 포인터
- 4월 30일
  - 대한민국의 영화감독 박희곤
  - 수리남의 제7대 대통령 윌러스 베이던보스
  - 브라질의 슈퍼센티네리언 이나 카나바로 루카스

### 5월
- 5월 1일
  - 미국의 영화배우 루스 버지
  - 필리핀의 영화감독 릭키 다바오
  - 스페인의 축구인 큰 북의 마놀로
- 5월 2일 - 미국의 정치인 조지 라이언
- 5월 3일 - 튀르키예의 영화배우 스르 쉬레이야 왼데르
- 5월 5일 - 아르헨티나의 축구인 루이스 갈반
- 5월 6일
  - 미국의 정치학자 조지프 나이
  - 미국의 영화감독 제임스 폴리
- 5월 7일
  - 미국의 영화배우 조 돈 베이커
  - 대한민국의 프로게이머 크러쉬
- 5월 8일
  - 미국의 법학자 데이비드 사우터
  - 체코의 영화배우 이르지 바르토슈카
  - 대한민국의 소설가 윤후명
  - 대한민국의 배우 정명환
  - 중국의 역사학자 추시구이
- 5월 9일
  - 대한민국의 소설가 김영현
  - 미국의 가수 조니 로드리게스
  - 대한민국의 방송인 이상용
- 5월 10일 - 대한민국의 물리학자 안세희
- 5월 11일
  - 미국의 영화감독 로버트 벤턴
  - 미국의 프로레슬링  선수 사부
- 5월 13일
  - 영국의 구약학자 고든 웬함
  - 미국의 야구인 리치 롤린스
  - 우루과이의 제46대 대통령 호세 무히카
  - 대한민국의 정치인 박윤배
- 5월 15일
  - 핀란드의 영화배우 타이나 엘그
  - 대한민국의 정치인 이길영
- 5월 16일
  - 헝가리의 수학자 럭스 페테르
  - 스웨덴의 자선가 마리안네 베르나도테
  - 대한민국의 기업인 천병년
- 5월 17일
  - 영국의 영화배우 곤 그레인저
  - 대한민국의 정치인 이재균
  - 대한민국의 기업인 최석정
- 5월 18일 - 대한민국의 정치인 이용기
- 5월 19일
  - 대한민국의 패션디자이너 김행자
  - 미국의 영화배우 캐슬린 휴즈
  - 미국의 포르노배우 콜턴 포드
- 5월 20일
  - 이탈리아의 권투선수 니노 벤베누티
  - 미국의 영화배우 조지 웬트
  - 인도의 천체물리학자 자얀트 나를리카르
  - 베트남의 제6대 국가주석 쩐득르엉
- 5월 21일 - 스코틀랜드의 철학자 앨러스터 매킨타이어
- 5월 22일
  - 대한민국의 성우 임수아
  - 미국의 영화배우 토미 리먼
  - 에콰도르의 제44대 대통령 알프레도 팔라시오
- 5월 23일 - 브라질의 사회주의자 세바스티앙 살가두
- 5월 24일
  - 미국의 만화가 피터 데이비드
  - 미국의 언론인 수전 브라운밀러
- 5월 26일 - 미국의 음악가 릭 데린저
- 5월 27일
  - 필리핀의 싱어송라이터 프레디 아길라
  - 대한민국의 정치인 이강희
  - 대한민국의 공무원 정순갑
  - 대한민국의 배우 최정우
- 5월 28일
  - 대한민국의 정치인 강연호
  - 덴마크의 작곡가 페르 뇌고르
  - 대한민국의 성직자 유수일
  - 케냐의 소설가 응구기 와 티옹오
  - 미국의 음악가 알 포스터
- 5월 30일
  - 미국의 영화배우 밸러리 머해피
  - 미국의 영화배우 로레타 스윗
  - 대한민국의 배구선수 장윤창
- 5월 31일
  - 대한민국의 정치인 박제상
  - 대한민국의 시인 정양
  - 미국의 경제학자 스탠리 피셔

### 6월
- 6월 1일 - 미국의 영화배우 조너선 조스
- 6월 2일
  - 중화인민공화국의 군인 쉬치량
  - 프랑스의 역사가 피에르 노라
- 6월 3일 - 일본의 야구인 나가시마 시게오
- 6월 4일
  - 이탈리아의 영화배우 엔초 스타이올라
  - 대한민국의 기업인 허남각
- 6월 5일
  - 잠비아의 제6대 대통령 에드거 룽구
  - 미국의 개신교신학자 월터 브루그만
- 6월 9일
  - 대한민국의 정치인 노태극
  - 미국의 음악가 슬라이 스톤
  - 영국의 소설가 프레더릭 포사이스
- 6월 10일
  - 대한민국의 작가 김민지
  - 미국의 영화배우 해리스 율린
  - 태국의 제49대 총리 수찐다 끄라쁘라윤
- 6월 11일 - 미국의 음악가 브라이언 윌슨
- 6월 14일
  - 미국의 정치인 멜리사 호트먼
  - 니카라과의 제55대 대통령 비올레타 차모로
- 6월 17일
  - 대한민국의 시인 민영
  - 프랑스의 축구인 베르나르 라콩브
  - 오스트리아의 피아니스트 알프레트 브렌델
- 6월 18일 - 미국의 싱어송라이터 루 크리스티
- 6월 19일
  - 미국의 영화배우 게일라드 사테인
  - 미국의 영화배우 린 해밀턴
  - 대한민국의 통일운동가 오인동
- 6월 20일
  - 핀란드의 창던지기 선수 파울리 네발라
  - 코스타리카의 제34대 영부인 마리타 카마초 키로스
  - 대한민국의 배우 이서이
  - 미국의 정치인 블레이크 패런솔드
- 6월 21일
  - 캐나다의 정치인 존 맥칼럼
  - 대한민국의 정치인 이정무
  - 러시아의 영화배우 발렌티나 탈리지나
- 6월 22일 - 이탈리아의 조각가 아르날도 포모도로
- 6월 23일 - 이탈리아의 영화배우 레아 마사리
- 6월 24일 - 대한민국의 정치인 유성엽
- 6월 25일
  - 일본의 축구인 모리시타 히토시
  - 미국의 야구인 밥 헤프너
- 6월 26일
  - 미국의 영화배우 릭 허스트
  - 미국의 언론인 빌 모이어스
  - 아르헨티나의 음악가 랄로 시프린
- 6월 28일
  - 미국의 조교사 D. 웨인 루커스
  - 미국의 야구선수 데이브 파커
  - 대한민국의 기업인 최준명
- 6월 29일 - 대한민국의 역사학자 윤내현
- 6월 30일 - 루마니아의 레슬링선수 이온 체르네아

### 7월
- 7월 1일
  - 일본의 스키점프 선수 아사히 사카노
  - 프랑스의 아이스하키 선수 알렉스 델베키오
- 7월 2일
  - 미국의 영화배우 줄리언 맥마흔
  - 대한민국의 야구인 이광환
- 7월 3일
  - 남아프리카 공화국의 정치인 데이비드 마부자
  - 미국의 영화배우 마이클 매드슨
  - 미국의 야구인 빌리 헌터
  - 포르투갈의 축구인 안드레 실바
  - 포르투갈의 축구인 디오구 조타
- 7월 4일 - 미국의 야구인 보비 젱크스
- 7월 9일
  - 중국의 영화배우 양소화
  - 루마니아의 영화배우 이오아나 불커
  - 일본의 영화배우 이즈미 마사코
- 7월 10일 - 대한민국의 사회운동가 박기서
- 7월 13일 - 나이지리아의 제15대 대통령 무하마두 부하리
- 7월 14일
  - 대한민국의 배우 강서하
  - 미국의 목회자 존 맥아더
  - 영국의 마라톤선수 파우자 싱
- 7월 15일 - 노르웨이의 스키선수 에우둔 그뢴볼
- 7월 16일
  - 로스앤젤레스의 음악가 게리 카
  - 대한민국의 야구인 신재웅
  - 모로코의 축구인 아메드 파라스
  - 미국의 음악가 카니 프랜시스
- 7월 17일
  - 뉴질랜드의 가수 다프네 워커
  - 오스트리아의 스카이다이버 펠릭스 바움가르트너
- 7월 18일
  - 프랑스의 추기경 앙드레 뱅트루아
  - 일본의 레슬링선수 오바라 히토미
  - 대한민국의 시인 최종천
  - 일본의 기업인 타미야 슌사쿠
  - 미국의 언론인 에드윈 퓰너
- 7월 20일 - 미국의 영화배우 말콤 자말 워너
- 7월 22일
  - 잉글랜드의 가수 오지 오스본
  - 미국의 음악가 척 맨지오니
- 7월 23일
  - 일본의 가수 미나가와 오사무
  - 북마리아나 제도의 정치인 아널드 팔라시오스
- 7월 24일
  - 영국의 재즈가수 클레오 레인
  - 미국의 프로레슬러 헐크 호건
- 7월 26일 - 미국의 음악가 톰 레러
- 7월 27일
  - 독일의 테러리스트 호르스트 말러
  - 대한민국의 정치인 한호선
- 7월 28일
  - 독일의 바이애슬론 선수 라우라 달마이어
  - 미국의 야구인 라인 샌드버그
- 7월 29일
  - 대한민국의 연구인 강창순
  - 일본의 슈퍼센티네리언 미요코 히로야스
  - 잉글랜드의 가수 폴 마리오 데이
  - 대한민국의 산악인 허영호
- 7월 30일 - 대한민국의 효부 강숙순
- 7월 31일
  - 이탈리아의 영화배우 아드리아나 아스티
  - 미국의 연극감독 로버트 윌슨

### 8월
- 8월 2일
  - 대한민국의 정치인 강용식
  - 대한민국의 언론인 강현두
- 8월 3일 - 미국의 영화배우 로니 앤더슨
- 8월 4일 - 대한민국의 배우 송영규
- 8월 5일
  - 독일의 축구인 프랑크 밀
  - 대한민국의 가수 이민
  - 루마니아의 제2·4대 대통령 이온 일리에스쿠
- 8월 7일
  - 미얀마의 제1대 대통령 민 쉐
  - 미국의 우주비행사 짐 러벨
- 8월 9일 - 조선민주주의인민공화국의 축구인 문기남
- 8월 10일
  - 일본의 축구인 가마모토 구니시게
  - 미국의 싱어송라이터 바비 휘틀록
- 8월 11일
  - 콜롬비아의 정치인 미겔 우리베 투르바이
  - 대한민국의 언론인 이남기
- 8월 13일 - 일본의 성우 사쿠라이 토모
- 8월 15일
  - 대한민국의 가톨릭 성직자 유경촌
  - 대한민국의 생물학자 윤무부
  - 대한민국의 신학자 한태동
- 8월 17일 - 영국의 영화배우 테런스 스탬프
- 8월 18일 - 대한민국의 가수 박인수

## 노벨상
- 경제학상:
- 문학상:
- 물리학상:
- 생리학 및 의학상:
- 평화상:
- 화학상:

## 달력
| 1월 |    |    |    |    |    |    |
| 일  | 월 | 화 | 수 | 목 | 금 | 토 |
|     |    |    | 1  | 2  | 3  | 4  |
| 5   | 6  | 7  | 8  | 9  | 10 | 11 |
| 12  | 13 | 14 | 15 | 16 | 17 | 18 |
| 19  | 20 | 21 | 22 | 23 | 24 | 25 |
| 26  | 27 | 28 | 29 | 30 | 31 |    |

| 2월 |    |    |    |    |    |    |
| 일  | 월 | 화 | 수 | 목 | 금 | 토 |
|     |    |    |    |    |    | 1  |
| 2   | 3  | 4  | 5  | 6  | 7  | 8  |
| 9   | 10 | 11 | 12 | 13 | 14 | 15 |
| 16  | 17 | 18 | 19 | 20 | 21 | 22 |
| 23  | 24 | 25 | 26 | 27 | 28 |    |

| 3월 |    |    |    |    |    |    |
| 일  | 월 | 화 | 수 | 목 | 금 | 토 |
|     |    |    |    |    |    | 1  |
| 2   | 3  | 4  | 5  | 6  | 7  | 8  |
| 9   | 10 | 11 | 12 | 13 | 14 | 15 |
| 16  | 17 | 18 | 19 | 20 | 21 | 22 |
| 23  | 24 | 25 | 26 | 27 | 28 | 29 |
| 30  | 31 |    |    |    |    |    |

| 4월 |    |    |    |    |    |    |
| 일  | 월 | 화 | 수 | 목 | 금 | 토 |
|     |    | 1  | 2  | 3  | 4  | 5  |
| 6   | 7  | 8  | 9  | 10 | 11 | 12 |
| 13  | 14 | 15 | 16 | 17 | 18 | 19 |
| 20  | 21 | 22 | 23 | 24 | 25 | 26 |
| 27  | 28 | 29 | 30 |    |    |    |

| 5월 |    |    |    |    |    |    |
| 일  | 월 | 화 | 수 | 목 | 금 | 토 |
|     |    |    |    | 1  | 2  | 3  |
| 4   | 5  | 6  | 7  | 8  | 9  | 10 |
| 11  | 12 | 13 | 14 | 15 | 16 | 17 |
| 18  | 19 | 20 | 21 | 22 | 23 | 24 |
| 25  | 26 | 27 | 28 | 29 | 30 | 31 |

| 6월 |    |    |    |    |    |    |
| 일  | 월 | 화 | 수 | 목 | 금 | 토 |
| 1   | 2  | 3  | 4  | 5  | 6  | 7  |
| 8   | 9  | 10 | 11 | 12 | 13 | 14 |
| 15  | 16 | 17 | 18 | 19 | 20 | 21 |
| 22  | 23 | 24 | 25 | 26 | 27 | 28 |
| 29  | 30 |    |    |    |    |    |

| 7월 |    |    |    |    |    |    |
| 일  | 월 | 화 | 수 | 목 | 금 | 토 |
|     |    | 1  | 2  | 3  | 4  | 5  |
| 6   | 7  | 8  | 9  | 10 | 11 | 12 |
| 13  | 14 | 15 | 16 | 17 | 18 | 19 |
| 20  | 21 | 22 | 23 | 24 | 25 | 26 |
| 27  | 28 | 29 | 30 | 31 |    |    |

| 8월 |    |    |    |    |    |    |
| 일  | 월 | 화 | 수 | 목 | 금 | 토 |
|     |    |    |    |    | 1  | 2  |
| 3   | 4  | 5  | 6  | 7  | 8  | 9  |
| 10  | 11 | 12 | 13 | 14 | 15 | 16 |
| 17  | 18 | 19 | 20 | 21 | 22 | 23 |
| 24  | 25 | 26 | 27 | 28 | 29 | 30 |
| 31  |    |    |    |    |    |    |

| 9월 |    |    |    |    |    |    |
| 일  | 월 | 화 | 수 | 목 | 금 | 토 |
|     | 1  | 2  | 3  | 4  | 5  | 6  |
| 7   | 8  | 9  | 10 | 11 | 12 | 13 |
| 14  | 15 | 16 | 17 | 18 | 19 | 20 |
| 21  | 22 | 23 | 24 | 25 | 26 | 27 |
| 28  | 29 | 30 |    |    |    |    |

| 10월 |    |    |    |    |    |    |
| 일   | 월 | 화 | 수 | 목 | 금 | 토 |
|      |    |    | 1  | 2  | 3  | 4  |
| 5    | 6  | 7  | 8  | 9  | 10 | 11 |
| 12   | 13 | 14 | 15 | 16 | 17 | 18 |
| 19   | 20 | 21 | 22 | 23 | 24 | 25 |
| 26   | 27 | 28 | 29 | 30 | 31 |    |

| 11월 |    |    |    |    |    |    |
| 일   | 월 | 화 | 수 | 목 | 금 | 토 |
|      |    |    |    |    |    | 1  |
| 2    | 3  | 4  | 5  | 6  | 7  | 8  |
| 9    | 10 | 11 | 12 | 13 | 14 | 15 |
| 16   | 17 | 18 | 19 | 20 | 21 | 22 |
| 23   | 24 | 25 | 26 | 27 | 28 | 29 |
| 30   |    |    |    |    |    |    |

| 12월 |    |    |    |    |    |    |
| 일   | 월 | 화 | 수 | 목 | 금 | 토 |
|      | 1  | 2  | 3  | 4  | 5  | 6  |
| 7    | 8  | 9  | 10 | 11 | 12 | 13 |
| 14   | 15 | 16 | 17 | 18 | 19 | 20 |
| 21   | 22 | 23 | 24 | 25 | 26 | 27 |
| 28   | 29 | 30 | 31 |    |    |    |

### 음양력 대조 일람
| 음력월 | 월건 | 대소 | 음력 1일의 양력 월일 | 음력 1일 간지 |
| ------ | ---- | ---- | -------------------- | ------------- |
| 1월    | 무인 | 대   | 1월 29일             | 무술          |
| 2월    | 기묘 | 소   | 2월 28일             | 무진          |
| 3월    | 경진 | 대   | 3월 29일             | 정유          |
| 4월    | 신사 | 소   | 4월 28일             | 정묘          |
| 5월    | 임오 | 소   | 5월 27일             | 병신          |
| 6월    | 계미 | 대   | 6월 25일             | 을축          |
| 윤6월  |      | 소   | 7월 25일             | 을미          |
| 7월    | 갑신 | 대   | 8월 23일             | 갑자          |
| 8월    | 을유 | 소   | 9월 22일             | 갑오          |
| 9월    | 병술 | 대   | 10월 21일            | 계해          |
| 10월   | 정해 | 대   | 11월 20일            | 계사          |
| 11월   | 무자 | 대   | 12월 20일            | 계해          |
| 12월   | 기축 | 소   | 2026년 1월 19일      | 계사          |

### 연휴
- 1월 25일 (토요일) ~ 2월 2일 (일요일) - 설날 징검다리 황금연휴 (9일)
- 3월 1일 (토요일) ~ 3월 3일 (월요일) - 삼일절 연휴 (3일)
- 5월 1일 (목요일) ~ 5월 6일 (화요일) - 노동절·어린이날·부처님 오신 날 징검다리 황금연휴 (6일)
- 5월 31일 (토요일) ~ 6월 3일 (화요일) - 21대 대통령 선거 징검다리 연휴 (4일)
- 6월 6일 (금요일) ~ 6월 8일 (일요일) - 현충일 연휴 (3일)
- 8월 15일 (금요일) ~ 8월 17일 (일요일) - 광복절 연휴 (3일)
- 10월 3일 (금요일) ~ 10월 12일 (일요일) - 개천절·추석·한글날 징검다리 황금연휴 (10일)
- 12월 25일 (목요일) ~ 12월 28일 (일요일) - 크리스마스 징검다리 연휴 (4일)